# Popis vrsta roda Bulbophyllum
Ovo je popis vrsta roda Bulbophyllum.

## A
1. Bulbophyllum abbreviatum Schltr.
2. Bulbophyllum abbrevilabium Carr
3. Bulbophyllum aberrans Schltr.
4. Bulbophyllum ablepharon Schltr.
5. Bulbophyllum absconditum J.J.Sm.
6. Bulbophyllum acanthoglossum Schltr.
7. Bulbophyllum acropogon Schltr.
8. Bulbophyllum acuminatum (Ridl.) Ridl.
9. Bulbophyllum acutebracteatum De Wild.
10. Bulbophyllum acutiflorum A.Rich.
11. Bulbophyllum acutilingue J.J.Sm.
12. Bulbophyllum acutilobum J.J.Verm. & P.O'Byrne
13. Bulbophyllum acutispicatum H.Perrier
14. Bulbophyllum adangense Seidenf.
15. Bulbophyllum adelphidium J.J.Verm.
16. Bulbophyllum adenoblepharon Schltr.
17. Bulbophyllum adiamantinum Brade
18. Bulbophyllum adjungens Seidenf.
19. Bulbophyllum adolphii Schltr.
20. Bulbophyllum aechmophorum J.J.Verm.
21. Bulbophyllum aemulum Schltr.
22. Bulbophyllum aeolium Ames
23. Bulbophyllum aestivale Ames
24. Bulbophyllum affine Wall. ex Lindl.
25. Bulbophyllum afzelii Schltr.
26. Bulbophyllum agapethoides Schltr.
27. Bulbophyllum agastor Garay, Hamer & Siegerist
28. Bulbophyllum aggregatum Bosser
29. Bulbophyllum aithorhachis J.J.Verm.
30. Bulbophyllum alabastraceus P.Royen
31. Bulbophyllum alatum J.J.Verm.
32. Bulbophyllum albibracteum Seidenf.
33. Bulbophyllum albidostylidium Seidenf.
34. Bulbophyllum albociliatum (Tang S.Liu & H.Y.Su) K.Nakaj.
35. Bulbophyllum alboroseum Ames
36. Bulbophyllum alcicorne C.S.P.Parish & Rchb.f.
37. Bulbophyllum alexandrae Schltr.
38. Bulbophyllum algidum Ridl.
39. Bulbophyllum alinae Szlach.
40. Bulbophyllum alkmaarense J.J.Sm.
41. Bulbophyllum alleizettei Schltr.
42. Bulbophyllum allenkerrii Seidenf.
43. Bulbophyllum alliifolium J.J.Sm.
44. Bulbophyllum allotrion J.J.Verm. & P.O'Byrne
45. Bulbophyllum alpinum (P.Royen) J.J.Verm., Schuit. & de Vogel
46. Bulbophyllum alsiosum Ames
47. Bulbophyllum alticaule Ridl.
48. Bulbophyllum alticola Schltr.
49. Bulbophyllum alveatum J.J.Verm.
50. Bulbophyllum amauroloma J.J.Verm. & P.O'Byrne
51. Bulbophyllum amazonicum L.O.Williams
52. Bulbophyllum ambatoavense Bosser
53. Bulbophyllum amblyacron Schltr.
54. Bulbophyllum amblyanthum Schltr.
55. Bulbophyllum ambrense H.Perrier
56. Bulbophyllum ambrosia (Hance) Schltr.
57. Bulbophyllum amoenum Bosser
58. Bulbophyllum amorosoanum Naive, M.Leon & Cootes
59. Bulbophyllum amphorimorphum H.Perrier
60. Bulbophyllum amplebracteatum Teijsm. & Binn.
61. Bulbophyllum amplifolium (Rolfe) N.P.Balakr. & Sud.Chowdhury
62. Bulbophyllum amplistigmaticum Kores
63. Bulbophyllum anaclastum J.J.Verm.
64. Bulbophyllum anakbaruppui J.J.Verm. & P.O'Byrne
65. Bulbophyllum analamazoatrae Schltr.
66. Bulbophyllum anascaputum Cootes, Cabactulan, Pimentel & M.Leon
67. Bulbophyllum anceps Rolfe
68. Bulbophyllum andersonii (Hook.f.) J.J.Sm.
69. Bulbophyllum andohahelense H.Perrier
70. Bulbophyllum andreeae A.D.Hawkes
71. Bulbophyllum anguliferum Ames & C.Schweinf.
72. Bulbophyllum angusteovatum Seidenf.
73. Bulbophyllum angustifolium (Blume) Lindl.
74. Bulbophyllum angustipetalum (Seidenf.) J.J.Verm., Schuit. & de Vogel
75. Bulbophyllum anisopterum J.J.Verm. & P.O'Byrne
76. Bulbophyllum anjae J.J.Verm. & de Vogel
77. Bulbophyllum anjozorobeense Bosser
78. Bulbophyllum ankaizinense (Jum. & H.Perrier) Schltr.
79. Bulbophyllum ankaratranum Schltr.
80. Bulbophyllum ankerae J.J.Verm. & P.O'Byrne
81. Bulbophyllum ankylochele J.J.Verm.
82. Bulbophyllum ankylodon J.J.Verm. & P.O'Byrne
83. Bulbophyllum ankylorhinon J.J.Verm.
84. Bulbophyllum annamense (Garay) Sieder & Kiehn
85. Bulbophyllum annandalei Ridl.
86. Bulbophyllum anodon J.J.Verm., Thavipoke & J.Phelps
87. Bulbophyllum antennatum Schltr.
88. Bulbophyllum antenniferum (Lindl.) Rchb.f.
89. Bulbophyllum antheae (J.J.Verm. & A.L.Lamb) J.J.Verm., Schuit. & de Vogel
90. Bulbophyllum antioquiense Kraenzl.
91. Bulbophyllum antongilense Schltr.
92. Bulbophyllum apertum Schltr.
93. Bulbophyllum apetalum Lindl.
94. Bulbophyllum aphanopetalum Schltr.
95. Bulbophyllum apheles J.J.Verm.
96. Bulbophyllum apiculatum Schltr.
97. Bulbophyllum apiferum Carr
98. Bulbophyllum apodum Hook.f.
99. Bulbophyllum apoense Schuit. & de Vogel
100. Bulbophyllum appendiculatum (Rolfe) J.J.Sm.
101. Bulbophyllum appressicaule Ridl.
102. Bulbophyllum appressum Schltr.
103. Bulbophyllum approximatum Ridl.
104. Bulbophyllum aquinoi (Cootes, M.Leon & Naive) J.M.H.Shaw
105. Bulbophyllum arachnites Ridl.
106. Bulbophyllum araiophyllum J.J.Verm., Schuit. & de Vogel
107. Bulbophyllum arcaniflorum Ridl.
108. Bulbophyllum arcuatilabium Aver.
109. Bulbophyllum ardjunense J.J.Sm.
110. Bulbophyllum arfakense J.J.Sm.
111. Bulbophyllum arfakianum Kraenzl.
112. Bulbophyllum argoxanthum J.J.Verm.
113. Bulbophyllum argyropus (Endl.) Rchb.f.
114. Bulbophyllum arianeae Fraga & E.C.Smidt
115. Bulbophyllum aristatum (Rchb.f.) Hemsl.
116. Bulbophyllum aristilabre J.J.Sm.
117. Bulbophyllum aristopetalum Kores
118. Bulbophyllum armeniacum J.J.Sm.
119. Bulbophyllum arminii Sieder & Kiehn
120. Bulbophyllum arrectum Kraenzl.
121. Bulbophyllum arsoanum J.J.Sm.
122. Bulbophyllum artostigma J.J.Verm.
123. Bulbophyllum artvogelii J.J.Verm., P.O'Byrne & A.L.Lamb
124. Bulbophyllum arunachalense (A.N.Rao) J.J.Verm., Schuit. & de Vogel
125. Bulbophyllum aschemon J.J.Verm. & A.L.Lamb
126. Bulbophyllum ascochiloides J.J.Sm.
127. Bulbophyllum ascochilum J.J.Verm.
128. Bulbophyllum asperilingue Schltr.
129. Bulbophyllum aspersum J.J.Sm.
130. Bulbophyllum astelidum Aver.
131. Bulbophyllum atratum J.J.Sm.
132. Bulbophyllum atrolabium Schltr.
133. Bulbophyllum atropurpureum Barb.Rodr.
134. Bulbophyllum atrorubens Schltr.
135. Bulbophyllum atrosanguineum Aver.
136. Bulbophyllum atroviride J.J.Verm.
137. Bulbophyllum attenuatum Rolfe
138. Bulbophyllum aubrevillei Bosser
139. Bulbophyllum aundense Ormerod
140. Bulbophyllum auratum (Lindl.) Rchb.f.
141. Bulbophyllum aureoapex Schltr.
142. Bulbophyllum aureobrunneum Schltr.
143. Bulbophyllum aureum (Hook.f.) J.J.Sm.
144. Bulbophyllum auricomum Lindl.
145. Bulbophyllum auriculatum J.J.Verm. & P.O'Byrne
146. Bulbophyllum auriflorum H.Perrier
147. Bulbophyllum auritum J.J.Verm. & P.O'Byrne
148. Bulbophyllum auroreum J.J.Sm.
149. Bulbophyllum australe (Seidenf.) J.J.Verm., Schuit. & de Vogel
150. Bulbophyllum averyanovii Seidenf.
151. Bulbophyllum ayuthayense J.J.Verm., Schuit. & de Vogel

## B
1. Bulbophyllum bacilliferum J.J.Sm.
2. Bulbophyllum baculiferum Ridl.
3. Bulbophyllum baileyi F.Muell.
4. Bulbophyllum bakoense J.J.Verm. & A.L.Lamb
5. Bulbophyllum baladeanum J.J.Sm.
6. Bulbophyllum balgooiji J.J.Verm., Schuit. & de Vogel
7. Bulbophyllum ballii P.J.Cribb
8. Bulbophyllum bandischii Garay, Hamer & Siegerist
9. Bulbophyllum bantaengense (J.J.Sm.) J.J.Verm. & P.O'Byrne
10. Bulbophyllum barbasapientis J.J.Verm. & P.O'Byrne
11. Bulbophyllum barbatum Barb.Rodr.
12. Bulbophyllum barbavagabundum J.J.Verm.
13. Bulbophyllum barbigerum Lindl.
14. Bulbophyllum bariense Gagnep.
15. Bulbophyllum baronii Ridl.
16. Bulbophyllum basisetum J.J.Sm.
17. Bulbophyllum bathieanum Schltr.
18. Bulbophyllum bavonis J.J.Verm.
19. Bulbophyllum beccarii Rchb.f.
20. Bulbophyllum belonaeglossum J.J.Verm. & A.L.Lamb
21. Bulbophyllum belopetalum J.J.Verm., P.O'Byrne & A.L.Lamb
22. Bulbophyllum berenicis Rchb.f.
23. Bulbophyllum bernadetteae J.-B.Castillon
24. Bulbophyllum betchei F.Muell.
25. Bulbophyllum biantennatum Schltr.
26. Bulbophyllum bicarinatum J.J.Verm. & A.L.Lamb
27. Bulbophyllum bicaudatum Schltr.
28. Bulbophyllum bicolor Lindl.
29. Bulbophyllum bicoloratum Schltr.
30. Bulbophyllum bidentatum (Barb.Rodr.) Cogn.
31. Bulbophyllum bidenticulatum J.J.Verm.
32. Bulbophyllum bidoupense Aver. & Duy
33. Bulbophyllum bifarium Hook.f.
34. Bulbophyllum biflorum Teijsm. & Binn.
35. Bulbophyllum bifurcatoflorens (Fukuy.) J.J.Verm., Schuit. & de Vogel
36. Bulbophyllum bigibbosum J.J.Sm.
37. Bulbophyllum bigibbum Schltr.
38. Bulbophyllum bilobipetalum J.J.Sm.
39. Bulbophyllum birmense Schltr.
40. Bulbophyllum bisepalum Schltr.
41. Bulbophyllum biseriale Carr
42. Bulbophyllum biserratum J.J.Verm.
43. Bulbophyllum bisetoides Seidenf.
44. Bulbophyllum bisetum Lindl.
45. Bulbophyllum bismarckense Schltr.
46. Bulbophyllum bittnerianum Schltr.
47. Bulbophyllum blaoense Tich & Diep ex Aver. & Tich
48. Bulbophyllum blepharistes Rchb.f.
49. Bulbophyllum blepharocardium Schltr.
50. Bulbophyllum blepharochilum Garay
51. Bulbophyllum blepharopetalum Schltr.
52. Bulbophyllum bliteum J.J.Verm.
53. Bulbophyllum bohnkeanum Campacci
54. Bulbophyllum boiteaui H.Perrier
55. Bulbophyllum bolivianum Schltr.
56. Bulbophyllum bolsteri Ames
57. Bulbophyllum bombycinum J.J.Verm.
58. Bulbophyllum bomiense Z.H.Tsi
59. Bulbophyllum bonaccordense (C.S.Kumar) J.J.Verm., Schuit. & de Vogel
60. Bulbophyllum boninense (Schltr.) J.J.Sm.
61. Bulbophyllum bontocense Ames
62. Bulbophyllum boonjee B.Gray & D.L.Jones
63. Bulbophyllum boosii J.J.Verm. & Kindler
64. Bulbophyllum bootanense C.S.P.Parish & Rchb.f.
65. Bulbophyllum botryophorum Ridl.
66. Bulbophyllum boudetianum Fraga
67. Bulbophyllum boulbetii Tixier
68. Bulbophyllum bowkettiae F.M.Bailey
69. Bulbophyllum brachiatum (Schltr.) J.J.Verm., Schuit. & de Vogel
70. Bulbophyllum brachychilum Schltr.
71. Bulbophyllum brachypetalum Schltr.
72. Bulbophyllum brachyphyton Schltr.
73. Bulbophyllum brachypus (Schltr.) J.J.Verm., Schuit. & de Vogel
74. Bulbophyllum brachyrhopalon J.J.Verm., P.O'Byrne & A.L.Lamb
75. Bulbophyllum brachystachyum Schltr.
76. Bulbophyllum brachytriche J.J.Verm. & P.O'Byrne
77. Bulbophyllum bracteatum (Fitzg.) F.M.Bailey
78. Bulbophyllum bracteolatum Lindl.
79. Bulbophyllum bractescens Rolfe ex Kerr
80. Bulbophyllum brassii J.J.Verm.
81. Bulbophyllum breimerianum J.J.Verm. & A.Vogel
82. Bulbophyllum breve Schltr.
83. Bulbophyllum brevibrachiatum (Schltr.) J.J.Sm.
84. Bulbophyllum brevicolumna J.J.Verm.
85. Bulbophyllum brevilabium Schltr.
86. Bulbophyllum brevipedunculatum T.C.Hsu & S.W.Chung
87. Bulbophyllum brevipes Ridl.
88. Bulbophyllum brevipetalum H.Perrier
89. Bulbophyllum brevispicatum Z.H.Tsi & S.C.Chen
90. Bulbophyllum brienianum (Rolfe) Merr.
91. Bulbophyllum bruneiense J.J.Verm. & A.L.Lamb
92. Bulbophyllum bryoides Guillaumin
93. Bulbophyllum bryophilum Hermans
94. Bulbophyllum bryophytoides G.A.Fisch. & Andriant.
95. Bulbophyllum bulhartii Sieder & Kiehn
96. Bulbophyllum bulliferum J.J.Sm.
97. Bulbophyllum burfordiense Garay, Hamer & Siegerist
98. Bulbophyllum burttii Summerh.

## C
1. Bulbophyllum caecilii J.J.Sm.
2. Bulbophyllum caecum J.J.Sm.
3. Bulbophyllum caespitosum Thouars
4. Bulbophyllum calceilabium J.J.Sm.
5. Bulbophyllum calceolus J.J.Verm.
6. Bulbophyllum caldericola G.F.Walsh
7. Bulbophyllum calimanianum V.P.Castro & G.F.Carr
8. Bulbophyllum callichroma Schltr.
9. Bulbophyllum calliferum J.J.Verm. & A.L.Lamb
10. Bulbophyllum callipes J.J.Sm.
11. Bulbophyllum callosum Bosser
12. Bulbophyllum caloglossum Schltr.
13. Bulbophyllum calviventer J.J.Verm.
14. Bulbophyllum calvum Summerh.
15. Bulbophyllum calyptogyne J.J.Verm. & P.O'Byrne
16. Bulbophyllum calyptratum Kraenzl.
17. Bulbophyllum calyptropus Schltr.
18. Bulbophyllum cambodianum (Christenson) J.J.Verm., Schuit. & de Vogel
19. Bulbophyllum cameronense Garay, Hamer & Siegerist
20. Bulbophyllum campanuliflorum J.J.Verm., Schuit. & de Vogel
21. Bulbophyllum campos-portoi Brade
22. Bulbophyllum camptochilum J.J.Verm.
23. Bulbophyllum candidum (Lindl.) Hook.f.
24. Bulbophyllum canlaonense Ames
25. Bulbophyllum cantagallense (Barb.Rodr.) Cogn.
26. Bulbophyllum capilligerum J.J.Sm.
27. Bulbophyllum capillipes C.S.P.Parish & Rchb.f.
28. Bulbophyllum capitatum (Blume) Lindl.
29. Bulbophyllum capituliflorum Rolfe
30. Bulbophyllum capnophyton J.J.Verm., Schuit. & de Vogel
31. Bulbophyllum capuronii Bosser
32. Bulbophyllum caputgnomonis J.J.Verm.
33. Bulbophyllum carassense R.C.Mota, F.Barros & Stehmann
34. Bulbophyllum cardiobulbum Bosser
35. Bulbophyllum cardiophyllum J.J.Verm.
36. Bulbophyllum careyanum (Hook.) Spreng.
37. Bulbophyllum cariniflorum Rchb.f.
38. Bulbophyllum carinilabium J.J.Verm.
39. Bulbophyllum carnosilabium Summerh.
40. Bulbophyllum carnosisepalum J.J.Verm.
41. Bulbophyllum carrianum J.J.Verm.
42. Bulbophyllum cataractarum Schltr.
43. Bulbophyllum catenarium Ridl.
44. Bulbophyllum catenulatum Kraenzl.
45. Bulbophyllum cateorum J.J.Verm.
46. Bulbophyllum catillus J.J.Verm. & P.O'Byrne
47. Bulbophyllum caudatisepalum Ames & C.Schweinf.
48. Bulbophyllum caudatum Lindl.
49. Bulbophyllum caudipetalum J.J.Sm.
50. Bulbophyllum cauliflorum Hook.f.
51. Bulbophyllum cavibulbum J.J.Sm.
52. Bulbophyllum cavipes J.J.Verm.
53. Bulbophyllum centrosemiflorum J.J.Sm.
54. Bulbophyllum cephalophorum Garay, Hamer & Siegerist
55. Bulbophyllum cerambyx J.J.Sm.
56. Bulbophyllum ceratostylis J.J.Sm.
57. Bulbophyllum cercanthum (Garay, Hamer & Siegerist) J.M.H.Shaw
58. Bulbophyllum cerebellum J.J.Verm.
59. Bulbophyllum cerinum Schltr.
60. Bulbophyllum ceriodorum Boiteau
61. Bulbophyllum cernuum (Blume) Lindl.
62. Bulbophyllum chaetostroma Schltr.
63. Bulbophyllum chalcochloron J.J.Verm.
64. Bulbophyllum chanii J.J.Verm. & A.L.Lamb
65. Bulbophyllum chaunobulbon Schltr.
66. Bulbophyllum cheiri Lindl.
67. Bulbophyllum cheiropetalum Ridl.
68. Bulbophyllum × chikukwa Fibeck & Mavi
69. Bulbophyllum chimaera Schltr.
70. Bulbophyllum chinense (Lindl.) Rchb.f.
71. Bulbophyllum chloranthum Schltr.
72. Bulbophyllum chlorascens J.J.Sm.
73. Bulbophyllum chloroglossum Rchb.f.
74. Bulbophyllum chlorolirion J.J.Verm.
75. Bulbophyllum chloropterum Rchb.f.
76. Bulbophyllum chlororhopalon Schltr.
77. Bulbophyllum chondriophorum (Gagnep.) Seidenf.
78. Bulbophyllum chrysanthum J.J.Verm.
79. Bulbophyllum chrysendetum Ames
80. Bulbophyllum chrysocephalum Schltr.
81. Bulbophyllum chrysochilum Schltr.
82. Bulbophyllum chrysoglossum Schltr.
83. Bulbophyllum chrysotes Schltr.
84. Bulbophyllum chthonochroma J.J.Verm. & Sieder
85. Bulbophyllum ciliatilabrum H.Perrier
86. Bulbophyllum ciliatum (Blume) Lindl.
87. Bulbophyllum ciliipetalum Schltr.
88. Bulbophyllum ciliolatum Schltr.
89. Bulbophyllum ciluliae Bianch. & J.A.N.Bat.
90. Bulbophyllum cimicinum J.J.Verm.
91. Bulbophyllum × cipoense Borba & Semir
92. Bulbophyllum cirrhoglossum H.Perrier
93. Bulbophyllum cirrhosum L.O.Williams
94. Bulbophyllum citrellum Ridl.
95. Bulbophyllum citricolor J.J.Sm.
96. Bulbophyllum citrinilabre J.J.Sm.
97. Bulbophyllum clandestinum Lindl.
98. Bulbophyllum claptonense (Rolfe) Rolfe
99. Bulbophyllum claussenii Rchb.f.
100. Bulbophyllum clavatum Thouars
101. Bulbophyllum clavuliflorum J.J.Verm. & A.L.Lamb
102. Bulbophyllum cleistogamum Ridl.
103. Bulbophyllum clemensiae Ames
104. Bulbophyllum clemensiorum J.J.Verm., Schuit. & de Vogel
105. Bulbophyllum clinocoryphe J.J.Verm., P.O'Byrne & A.L.Lamb
106. Bulbophyllum clinopus J.J.Verm. & P.O'Byrne
107. Bulbophyllum clipeibulbum J.J.Verm.
108. Bulbophyllum coccinatum H.Perrier
109. Bulbophyllum cochleatum Lindl.
110. Bulbophyllum cochlioides J.J.Sm.
111. Bulbophyllum cocoinum Bateman ex Lindl.
112. Bulbophyllum codonanthum Schltr.
113. Bulbophyllum coelochilum J.J.Verm.
114. Bulbophyllum cogniauxianum (Kraenzl.) J.J.Sm.
115. Bulbophyllum coiloglossum Schltr.
116. Bulbophyllum collettii King & Pantl.
117. Bulbophyllum colliferum J.J.Sm.
118. Bulbophyllum collinum Schltr.
119. Bulbophyllum coloratum J.J.Sm.
120. Bulbophyllum colubrimodum Ames
121. Bulbophyllum colubrinum (Rchb.f.) Rchb.f.
122. Bulbophyllum comatum Lindl.
123. Bulbophyllum comberi J.J.Verm.
124. Bulbophyllum comberipictum J.J.Verm.
125. Bulbophyllum cominsii Rolfe
126. Bulbophyllum commersonii Thouars
127. Bulbophyllum commissibulbum J.J.Sm.
128. Bulbophyllum comorianum H.Perrier
129. Bulbophyllum comosum Collett & Hemsl.
130. Bulbophyllum complanatum H.Perrier
131. Bulbophyllum compressilabellatum P.Royen
132. Bulbophyllum compressum Teijsm. & Binn.
133. Bulbophyllum comptonii Rendle
134. Bulbophyllum concatenatum P.J.Cribb & P.Taylor
135. Bulbophyllum concavibasalis P.Royen
136. Bulbophyllum concavilabium P.O'Byrne & P.T.Ong
137. Bulbophyllum conchidioides Ridl.
138. Bulbophyllum conchophyllum J.J.Sm.
139. Bulbophyllum concinnum Hook.f.
140. Bulbophyllum concolor J.J.Sm.
141. Bulbophyllum condensatum J.J.Verm.
142. Bulbophyllum condylochilum J.J.Verm. & P.O'Byrne
143. Bulbophyllum confragosum T.P.Lin & Y.N.Chang
144. Bulbophyllum congestiflorum Ridl.
145. Bulbophyllum coniferum Ridl.
146. Bulbophyllum connatum Carr
147. Bulbophyllum consimile J.J.Verm. & P.O'Byrne
148. Bulbophyllum conspectum J.J.Sm.
149. Bulbophyllum conspersum J.J.Sm.
150. Bulbophyllum contortisepalum J.J.Sm.
151. Bulbophyllum cootesii M.A.Clem.
152. Bulbophyllum corallinum Tixier & Guillaumin
153. Bulbophyllum cordemoyi Frapp. ex Cordem.
154. Bulbophyllum coriophorum Ridl.
155. Bulbophyllum cornu-cervi King
156. Bulbophyllum cornu-ovis Rysy
157. Bulbophyllum cornutum (Blume) Rchb.f.
158. Bulbophyllum corolliferum J.J.Sm.
159. Bulbophyllum corrugatum J.J.Verm.
160. Bulbophyllum corticicola Schltr.
161. Bulbophyllum corythium N.Hallé
162. Bulbophyllum coweniorum J.J.Verm. & P.O'Byrne
163. Bulbophyllum crabro (C.S.P.Parish & Rchb.f.) J.J.Verm., Schuit. & de Vogel
164. Bulbophyllum crassicaudatum Ames & C.Schweinf.
165. Bulbophyllum crassifolium Thwaites ex Trimen
166. Bulbophyllum crassinervium J.J.Sm.
167. Bulbophyllum crassipes Hook.f.
168. Bulbophyllum crassipetalum H.Perrier
169. Bulbophyllum crenilabium W.Kittr.
170. Bulbophyllum crepidiferum J.J.Sm.
171. Bulbophyllum croceodon J.J.Verm. & P.O'Byrne
172. Bulbophyllum croceum (Blume) Lindl.
173. Bulbophyllum crocodilus J.J.Sm.
174. Bulbophyllum cruciatum J.J.Sm.
175. Bulbophyllum cruciferum J.J.Sm.
176. Bulbophyllum cruentum Garay, Hamer & Siegerist
177. Bulbophyllum cruttwellii J.J.Verm.
178. Bulbophyllum cryptanthoides J.J.Sm.
179. Bulbophyllum cryptanthum Cogn.
180. Bulbophyllum cryptophoranthus Garay
181. Bulbophyllum cryptostachyum Schltr.
182. Bulbophyllum cubicum Ames
183. Bulbophyllum culex Ridl.
184. Bulbophyllum cumberlegei (Seidenf.) J.J.Verm., Schuit. & de Vogel
185. Bulbophyllum cumingii (Lindl.) Rchb.f.
186. Bulbophyllum cuneatum Rolfe ex Ames
187. Bulbophyllum cuniculiforme J.J.Sm.
188. Bulbophyllum cupreum Lindl.
189. Bulbophyllum curranii Ames
190. Bulbophyllum curvibulbum Frapp. ex Cordem.
191. Bulbophyllum curvicaule Schltr.
192. Bulbophyllum curvifolium Schltr.
193. Bulbophyllum curvimentatum J.J.Verm.
194. Bulbophyllum cuspidipetalum J.J.Sm.
195. Bulbophyllum cyanotriche J.J.Verm.
196. Bulbophyllum cyatheicola (P.Royen) J.J.Verm., Schuit. & de Vogel
197. Bulbophyllum cyclanthum Schltr.
198. Bulbophyllum cycloglossum Schltr.
199. Bulbophyllum cyclopense J.J.Sm.
200. Bulbophyllum cyclophoroides J.J.Sm.
201. Bulbophyllum cyclophyllum Schltr.
202. Bulbophyllum cylindraceum Wall. ex Lindl.
203. Bulbophyllum cylindricum King
204. Bulbophyllum cylindrobulbum Schltr.
205. Bulbophyllum cylindrocarpum Frapp. ex Cordem.
206. Bulbophyllum cymbidioides J.J.Verm. & P.O'Byrne
207. Bulbophyllum cymbochilum J.J.Verm. & P.O'Byrne
208. Bulbophyllum cyrtognomom J.J.Verm. & A.L.Lamb
209. Bulbophyllum cyrtophyllum J.J.Verm.

## D
1. Bulbophyllum dacruzii Campacci
2. Bulbophyllum dalatense Gagnep.
3. Bulbophyllum danii Pérez-Vera
4. Bulbophyllum dasypetalum Rolfe ex Ames
5. Bulbophyllum dasystachys J.J.Verm., Thavipoke & J.Phelps
6. Bulbophyllum davidii (Cootes & Boos) J.M.H.Shaw
7. Bulbophyllum dawongense J.J.Sm.
8. Bulbophyllum dayanum Rchb.f.
9. Bulbophyllum dearei (Rchb.f.) Rchb.f.
10. Bulbophyllum debile Bosser
11. Bulbophyllum debrincatiae J.J.Verm.
12. Bulbophyllum debruynii J.J.Sm.
13. Bulbophyllum decarhopalon Schltr.
14. Bulbophyllum decaryanum H.Perrier
15. Bulbophyllum decatriche J.J.Verm.
16. Bulbophyllum decumbens Schltr.
17. Bulbophyllum decurrentilobum J.J.Verm. & P.O'Byrne
18. Bulbophyllum decurviscapum J.J.Sm.
19. Bulbophyllum decurvulum Schltr.
20. Bulbophyllum dekockii J.J.Sm.
21. Bulbophyllum delicatulum Schltr.
22. Bulbophyllum delitescens Hance
23. Bulbophyllum deltoideum Ames & C.Schweinf.
24. Bulbophyllum deminutum J.J.Sm.
25. Bulbophyllum dempoense J.J.Sm.
26. Bulbophyllum dendrobioides J.J.Sm.
27. Bulbophyllum dendrochiloides Schltr.
28. Bulbophyllum dennisii J.J.Wood
29. Bulbophyllum densibulbum W.Kittr.
30. Bulbophyllum densifolium Schltr.
31. Bulbophyllum densum Thouars
32. Bulbophyllum denticulatum Rolfe
33. Bulbophyllum dependens Schltr.
34. Bulbophyllum depressum King & Pantl.
35. Bulbophyllum desmotrichoides Schltr.
36. Bulbophyllum deuterodischorense J.M.H.Shaw
37. Bulbophyllum deviantiae J.J.Verm. & P.O'Byrne
38. Bulbophyllum devium J.B.Comber
39. Bulbophyllum devogelii J.J.Verm.
40. Bulbophyllum dewildei J.J.Verm.
41. Bulbophyllum dhaninivatii Seidenf.
42. Bulbophyllum dianthum Schltr.
43. Bulbophyllum dibothron J.J.Verm. & A.L.Lamb
44. Bulbophyllum dichaeoides Schltr.
45. Bulbophyllum dichilus Schltr.
46. Bulbophyllum dichotomum J.J.Sm.
47. Bulbophyllum dichromum Rolfe
48. Bulbophyllum dickasonii Seidenf.
49. Bulbophyllum dictyoneuron Schltr.
50. Bulbophyllum didymotropis Seidenf.
51. Bulbophyllum digitatum J.J.Sm.
52. Bulbophyllum digoelense J.J.Sm.
53. Bulbophyllum dijkstalianum J.J.Verm., de Vogel & A.Vogel
54. Bulbophyllum diplantherum Carr
55. Bulbophyllum diplohelix J.J.Verm. & Rysy
56. Bulbophyllum dischidiifolium J.J.Sm.
57. Bulbophyllum dischorense Schltr.
58. Bulbophyllum disciflorum Rolfe
59. Bulbophyllum discilabium H.Perrier
60. Bulbophyllum discolor Schltr.
61. Bulbophyllum disjunctum Ames & C.Schweinf.
62. Bulbophyllum dissitiflorum Seidenf.
63. Bulbophyllum dissolutum Ames
64. Bulbophyllum distichobulbum P.J.Cribb
65. Bulbophyllum distichum Schltr.
66. Bulbophyllum divaricatum H.Perrier
67. Bulbophyllum divergens J.J.Verm. & P.O'Byrne
68. Bulbophyllum djamuense Schltr.
69. Bulbophyllum dolabriforme J.J.Verm.
70. Bulbophyllum dolichodon J.J.Verm., P.O'Byrne & A.L.Lamb
71. Bulbophyllum dolichoglottis Schltr.
72. Bulbophyllum dolichopus J.J.Verm., Schuit. & de Vogel
73. Bulbophyllum doryphoroide Ames
74. Bulbophyllum dracunculus J.J.Verm.
75. Bulbophyllum dransfieldii J.J.Verm.
76. Bulbophyllum drepananthum J.J.Verm., de Vogel & A.Vogel
77. Bulbophyllum drepanosepalum J.J.Verm. & P.O'Byrne
78. Bulbophyllum dryadum Schltr.
79. Bulbophyllum dryas Ridl.
80. Bulbophyllum drymoda J.J.Verm., Schuit. & de Vogel
81. Bulbophyllum drymoglossum Maxim.
82. Bulbophyllum dschischungarense Schltr.
83. Bulbophyllum dulongjiangense X.H.Jin
84. Bulbophyllum dunstervillei Garay
85. Bulbophyllum dusenii Kraenzl.

## E
1. Bulbophyllum ebracteolatum Kraenzl.
2. Bulbophyllum echinochilum Kraenzl.
3. Bulbophyllum echinolabium J.J.Sm.
4. Bulbophyllum echinulus Seidenf.
5. Bulbophyllum eciliatum Schltr.
6. Bulbophyllum ecornutoides Cootes & W.Suarez
7. Bulbophyllum ecornutum (J.J.Sm.) J.J.Sm.
8. Bulbophyllum ecristatum J.J.Verm. & P.O'Byrne
9. Bulbophyllum edentatum H.Perrier
10. Bulbophyllum efferatum J.J.Verm. & P.O'Byrne
11. Bulbophyllum elachanthe J.J.Verm.
12. Bulbophyllum elaphoglossum Schltr.
13. Bulbophyllum elasmatopus Schltr.
14. Bulbophyllum elassoglossum Siegerist
15. Bulbophyllum elassonotum Summerh.
16. Bulbophyllum elatum (Hook.f.) J.J.Sm.
17. Bulbophyllum elegans Gardner ex Thwaites
18. Bulbophyllum elegantius Schltr.
19. Bulbophyllum elegantulum (Rolfe) J.J.Sm.
20. Bulbophyllum eleiosurum J.J.Verm., P.O'Byrne & A.L.Lamb
21. Bulbophyllum elephantinum J.J.Sm.
22. Bulbophyllum elevatopunctatum J.J.Sm.
23. Bulbophyllum elisae (F.Muell.) Benth.
24. Bulbophyllum elliae Rchb.f.
25. Bulbophyllum elliotii Rolfe
26. Bulbophyllum ellipticifolium J.J.Sm.
27. Bulbophyllum ellipticum Schltr.
28. Bulbophyllum elmeri Ames
29. Bulbophyllum elodeiflorum J.J.Sm.
30. Bulbophyllum elongatum (Blume) Hassk.
31. Bulbophyllum emarginatum (Finet) J.J.Sm.
32. Bulbophyllum emunitum J.J.Verm. & A.L.Lamb
33. Bulbophyllum encephalodes Summerh.
34. Bulbophyllum endotrachys Schltr.
35. Bulbophyllum entobaptum J.J.Verm. & P.O'Byrne
36. Bulbophyllum entomonopsis J.J.Verm. & P.O'Byrne
37. Bulbophyllum epapillosum Schltr.
38. Bulbophyllum epibulbon Schltr.
39. Bulbophyllum epicranthes Hook.f.
40. Bulbophyllum epiphytum Barb.Rodr.
41. Bulbophyllum erectum Thouars
42. Bulbophyllum ericssonii Kraenzl.
43. Bulbophyllum erinaceum Schltr.
44. Bulbophyllum erioides Schltr.
45. Bulbophyllum erosimarginatum Cootes, W.Suarez & Boos
46. Bulbophyllum erosipetalum C.Schweinf.
47. Bulbophyllum erratum Ames
48. Bulbophyllum erythroglossum Bosser
49. Bulbophyllum erythrokyle J.J.Verm., Schuit. & de Vogel
50. Bulbophyllum erythrosema J.J.Verm.
51. Bulbophyllum erythrostachyum Rolfe
52. Bulbophyllum erythrostictum Ormerod
53. Bulbophyllum escritorii Ames
54. Bulbophyllum eublepharum Rchb.f.
55. Bulbophyllum eutoreton J.J.Verm.
56. Bulbophyllum evansii M.R.Hend.
57. Bulbophyllum evasum T.E.Hunt & Rupp
58. Bulbophyllum evrardii Gagnep.
59. Bulbophyllum exaltatum Lindl.
60. Bulbophyllum exasperatum Schltr.
61. Bulbophyllum exiguiflorum Schltr.
62. Bulbophyllum exiguum F.Muell.
63. Bulbophyllum exile Ames
64. Bulbophyllum exilipes Schltr.
65. Bulbophyllum expallidum J.J.Verm.
66. Bulbophyllum exquisitum Ames

## F
1. Bulbophyllum facetum Garay, Hamer & Siegerist
2. Bulbophyllum falcatocaudatum J.J.Sm.
3. Bulbophyllum falcatum (Lindl.) Rchb.f.
4. Bulbophyllum falcibracteum Schltr.
5. Bulbophyllum falciferum J.J.Sm.
6. Bulbophyllum falcifolium Schltr.
7. Bulbophyllum falcipetalum Lindl.
8. Bulbophyllum falculicorne J.J.Sm.
9. Bulbophyllum fallacinum J.J.Verm.
10. Bulbophyllum fallax Rolfe
11. Bulbophyllum farinulentum J.J.Sm.
12. Bulbophyllum farreri (W.W.Sm.) Seidenf.
13. Bulbophyllum fasciatum Schltr.
14. Bulbophyllum fasciculatum Schltr.
15. Bulbophyllum fasciculiferum Schltr.
16. Bulbophyllum fascinator (Rolfe) Rolfe
17. Bulbophyllum fayi J.J.Verm.
18. Bulbophyllum fendlerianum E.C.Smidt & P.J.Cribb
19. Bulbophyllum fenestratum J.J.Sm.
20. Bulbophyllum fengianum (Ormerod) J.J.Verm., Schuit. & de Vogel
21. Bulbophyllum fenixii Ames
22. Bulbophyllum ferkoanum Schltr.
23. Bulbophyllum fibratum (Gagnep.) T.B.Nguyen & D.H.Duong
24. Bulbophyllum fibrinum J.J.Sm.
25. Bulbophyllum fibristectum J.J.Verm.
26. Bulbophyllum filamentosum Schltr.
27. Bulbophyllum filicaule J.J.Sm.
28. Bulbophyllum filifolium Borba & E.C.Smidt
29. Bulbophyllum filovagans Carr
30. Bulbophyllum fimbriatum (Lindl.) Rchb.f.
31. Bulbophyllum fimbriperianthium W.M.Lin, Kuo Huang & T.P.Lin
32. Bulbophyllum finisterrae Schltr.
33. Bulbophyllum fionae J.J.Verm. & P.O'Byrne
34. Bulbophyllum fischeri Seidenf.
35. Bulbophyllum fissibrachium J.J.Sm.
36. Bulbophyllum fissipetalum Schltr.
37. Bulbophyllum flabellum-veneris (J.Koenig) Aver.
38. Bulbophyllum flagellare Schltr.
39. Bulbophyllum flammuliferum Ridl.
40. Bulbophyllum flavescens (Blume) Lindl.
41. Bulbophyllum flavicolor J.J.Sm.
42. Bulbophyllum flavidiflorum Carr
43. Bulbophyllum flaviflorum (Tang, S.Liu & H.Y.Su) Seidenf.
44. Bulbophyllum flavofimbriatum J.J.Sm.
45. Bulbophyllum flavum Schltr.
46. Bulbophyllum fletcherianum Pearson
47. Bulbophyllum flexuosum Schltr.
48. Bulbophyllum floribundum J.J.Sm.
49. Bulbophyllum florulentum Schltr.
50. Bulbophyllum foetidilabrum Ormerod
51. Bulbophyllum foetidum Schltr.
52. Bulbophyllum folliculiferum J.J.Sm.
53. Bulbophyllum fonsflorum J.J.Verm.
54. Bulbophyllum foraminiferum J.J.Verm.
55. Bulbophyllum fordii (Rolfe) J.J.Sm.
56. Bulbophyllum forrestii Seidenf.
57. Bulbophyllum forsythianum Kraenzl.
58. Bulbophyllum fossatum J.J.Verm. & P.O'Byrne
59. Bulbophyllum fractiflexum J.J.Sm.
60. Bulbophyllum fragosum J.J.Verm. & A.L.Lamb
61. Bulbophyllum francoisii H.Perrier
62. Bulbophyllum fraternum J.J.Verm. & P.O'Byrne
63. Bulbophyllum freyi V.P.Castro & Speckm.
64. Bulbophyllum fritillariiflorum J.J.Sm.
65. Bulbophyllum frostii Summerh.
66. Bulbophyllum frustrans J.J.Sm.
67. Bulbophyllum fruticicola Schltr.
68. Bulbophyllum fruticulum J.J.Verm.
69. Bulbophyllum fukuyamae Tuyama
70. Bulbophyllum fulgens J.J.Verm.
71. Bulbophyllum fulvibulbum J.J.Verm.
72. Bulbophyllum funingense Z.H.Tsi & H.C.Chen
73. Bulbophyllum furcatum Aver.
74. Bulbophyllum furcillatum J.J.Verm. & P.O'Byrne
75. Bulbophyllum fuscatum Schltr.
76. Bulbophyllum fusciflorum Schltr.
77. Bulbophyllum fuscopurpureum Wight
78. Bulbophyllum fuscum Lindl.
79. Bulbophyllum futile J.J.Sm.

## G
1. Bulbophyllum gadgarrense Rupp
2. Bulbophyllum gajoense J.J.Sm.
3. Bulbophyllum galactanthum Schltr.
4. Bulbophyllum galliaheneum P.Royen
5. Bulbophyllum gamandrum J.J.Verm. & P.O'Byrne
6. Bulbophyllum gamblei (Hook.f.) Hook.f.
7. Bulbophyllum gautierense J.J.Sm.
8. Bulbophyllum gehrtii E.C.Smidt & Borba
9. Bulbophyllum gemma-reginae J.J.Verm.
10. Bulbophyllum geniculiferum J.J.Sm.
11. Bulbophyllum geraense Rchb.f.
12. Bulbophyllum gerlandianum Kraenzl.
13. Bulbophyllum gibbolabium Seidenf.
14. Bulbophyllum gibbosum (Blume) Lindl.
15. Bulbophyllum gilgianum Kraenzl.
16. Bulbophyllum gilvum J.J.Verm. & A.L.Lamb
17. Bulbophyllum gimagaanense Ames
18. Bulbophyllum giriwoense J.J.Sm.
19. Bulbophyllum gjellerupii J.J.Sm.
20. Bulbophyllum glabrichelia Aver.
21. Bulbophyllum glabrum Schltr.
22. Bulbophyllum gladiatum Lindl.
23. Bulbophyllum glanduliferum Schltr.
24. Bulbophyllum glandulosum Ames
25. Bulbophyllum glaucifolium J.J.Verm.
26. Bulbophyllum glaucum Schltr.
27. Bulbophyllum glebodactylum (W.Suarez & Cootes) Sieder & Kiehn
28. Bulbophyllum glebulosum J.J.Verm. & Cootes
29. Bulbophyllum globiceps Schltr.
30. Bulbophyllum globuliforme Nicholls
31. Bulbophyllum globulosum (Ridl.) Schuit. & de Vogel
32. Bulbophyllum globulus Hook.f.
33. Bulbophyllum glutinosum (Barb.Rodr.) Cogn.
34. Bulbophyllum gnomoniferum Ames
35. Bulbophyllum gobiense Schltr.
36. Bulbophyllum gofferjei J.J.Verm. & A.L.Lamb
37. Bulbophyllum goliathense J.J.Sm.
38. Bulbophyllum gomphreniflorum J.J.Sm.
39. Bulbophyllum gongshanense Z.H.Tsi
40. Bulbophyllum goniopterum J.J.Verm., P.O'Byrne & A.L.Lamb
41. Bulbophyllum gracile Thouars
42. Bulbophyllum gracilipes King & Pantl.
43. Bulbophyllum graciliscapum Schltr.
44. Bulbophyllum gracillimum (Rolfe) Rolfe
45. Bulbophyllum gramineum Ridl.
46. Bulbophyllum grammopoma J.J.Verm.
47. Bulbophyllum grandiflorum Blume
48. Bulbophyllum grandifolium Schltr.
49. Bulbophyllum grandilabre Carr
50. Bulbophyllum grandimesense B.Gray & D.L.Jones
51. Bulbophyllum granulosum Barb.Rodr.
52. Bulbophyllum graveolens (F.M.Bailey) J.J.Sm.
53. Bulbophyllum gravidum Lindl.
54. Bulbophyllum griffithii (Lindl.) Rchb.f.
55. Bulbophyllum groeneveldtii J.J.Sm.
56. Bulbophyllum grotianum J.J.Verm.
57. Bulbophyllum grudense J.J.Sm.
58. Bulbophyllum guamense Ames
59. Bulbophyllum × guartelae Mancinelli & E.C.Smidt
60. Bulbophyllum gunnarii Aver.
61. Bulbophyllum gusdorfii J.J.Sm.
62. Bulbophyllum guttatum Schltr.
63. Bulbophyllum guttifilum Seidenf.
64. Bulbophyllum guttulatoides Aver.
65. Bulbophyllum guttulatum (Hook.f.) N.P.Balakr.
66. Bulbophyllum gyaloglossum J.J.Verm.
67. Bulbophyllum gymnopus Hook.f.
68. Bulbophyllum gyrochilum Seidenf.

## H
1. Bulbophyllum habbemense P.Royen
2. Bulbophyllum habrotinum J.J.Verm. & A.L.Lamb
3. Bulbophyllum haematostictum J.J.Verm. & A.L.Lamb
4. Bulbophyllum hahlianum Schltr.
5. Bulbophyllum hainanense Z.H.Tsi
6. Bulbophyllum halconense Ames
7. Bulbophyllum hamadryas Schltr.
8. Bulbophyllum hamatipes J.J.Sm.
9. Bulbophyllum hamelinii W.Watson
10. Bulbophyllum hampeliae Cootes, R.Boos & Naive
11. Bulbophyllum hampelianum J.M.H.Shaw
12. Bulbophyllum haniffii Carr
13. Bulbophyllum hans-meyeri J.J.Wood
14. Bulbophyllum hapalanthos Garay
15. Bulbophyllum hassallii Kores
16. Bulbophyllum hastiferum Schltr.
17. Bulbophyllum hatschbachianum E.C.Smidt & Borba
18. Bulbophyllum hatusimanum Tuyama
19. Bulbophyllum heldiorum J.J.Verm.
20. Bulbophyllum helenae (Kuntze) J.J.Sm.
21. Bulbophyllum hellwigianum Kraenzl. ex Warb.
22. Bulbophyllum hemiprionotum J.J.Verm. & A.L.Lamb
23. Bulbophyllum hemisterranthum J.J.Verm. & P.O'Byrne
24. Bulbophyllum henanense J.L.Lu
25. Bulbophyllum hengstumianum J.J.Verm., de Vogel & A.Vogel
26. Bulbophyllum henrici Schltr.
27. Bulbophyllum herbula Frapp. ex Cordem.
28. Bulbophyllum hermonii (P.J.Cribb & B.A.Lewis) J.J.Verm., Schuit. & de Vogel
29. Bulbophyllum heteroblepharon Schltr.
30. Bulbophyllum heterorhopalon Schltr.
31. Bulbophyllum heterosepalum Schltr.
32. Bulbophyllum hexarhopalon Schltr.
33. Bulbophyllum hexurum Schltr.
34. Bulbophyllum hians Schltr.
35. Bulbophyllum hiepii Aver.
36. Bulbophyllum hildebrandtii Rchb.f.
37. Bulbophyllum hiljeae J.J.Verm.
38. Bulbophyllum himantosepalum J.J.Verm. & Sieder
39. Bulbophyllum hirsutissimum Kraenzl.
40. Bulbophyllum hirsutiusculum H.Perrier
41. Bulbophyllum hirtulum Ridl.
42. Bulbophyllum hirtum (Sm.) Lindl. ex Wall.
43. Bulbophyllum hirudiniferum J.J.Verm.
44. Bulbophyllum hirundinis (Gagnep.) Seidenf.
45. Bulbophyllum histrionicum Rchb.f. ex G.A.Fisch. & P.J.Cribb
46. Bulbophyllum hodgsonii M.R.Hend.
47. Bulbophyllum hoehnei E.C.Smidt & Borba
48. Bulbophyllum hollandianum J.J.Sm.
49. Bulbophyllum holochilum J.J.Sm.
50. Bulbophyllum horizontale Bosser
51. Bulbophyllum horridulum J.J.Verm.
52. Bulbophyllum hortorum J.J.Verm., P.O'Byrne & A.L.Lamb
53. Bulbophyllum hovarum Schltr.
54. Bulbophyllum howcroftii Garay, Hamer & Siegerist
55. Bulbophyllum hoyifolium J.J.Verm.
56. Bulbophyllum huangshanense Y.M.Hu & X.H.Jin
57. Bulbophyllum humbertii Schltr.
58. Bulbophyllum humblotii Rolfe
59. Bulbophyllum humile Schltr.
60. Bulbophyllum hyalinum Schltr.
61. Bulbophyllum hyalosemoides J.J.Verm. & P.O'Byrne
62. Bulbophyllum hydrophilum J.J.Sm.
63. Bulbophyllum hymenanthum Hook.f.
64. Bulbophyllum hymenochilum Kraenzl.
65. Bulbophyllum hyposiphon J.J.Verm. & A.L.Lamb
66. Bulbophyllum hyption J.J.Verm., P.O'Byrne & A.L.Lamb
67. Bulbophyllum hystricinum Schltr.

## I
1. Bulbophyllum ialibuense Ormerod
2. Bulbophyllum ichthyosme J.J.Verm.
3. Bulbophyllum icteranthum Schltr.
4. Bulbophyllum idenburgense J.J.Sm.
5. Bulbophyllum igneum J.J.Sm.
6. Bulbophyllum ignevenosum Carr
7. Bulbophyllum ignobile J.J.Sm.
8. Bulbophyllum ikongoense H.Perrier
9. Bulbophyllum illecebrum J.J.Verm. & P.O'Byrne
10. Bulbophyllum imbricans J.J.Sm.
11. Bulbophyllum imbricatum Lindl.
12. Bulbophyllum imerinense Schltr.
13. Bulbophyllum imitator J.J.Verm.
14. Bulbophyllum impar Ridl.
15. Bulbophyllum inacootesiae Cootes, M.Leon & Naive
16. Bulbophyllum inaequale (Blume) Lindl.
17. Bulbophyllum inaequisepalum Schltr.
18. Bulbophyllum inauditum Schltr.
19. Bulbophyllum incarum Kraenzl.
20. Bulbophyllum inciferum J.J.Verm.
21. Bulbophyllum incisilabrum J.J.Verm. & P.O'Byrne
22. Bulbophyllum inclinatum J.J.Sm.
23. Bulbophyllum incommodum Kores
24. Bulbophyllum inconspicuum Maxim.
25. Bulbophyllum incumbens Schltr.
26. Bulbophyllum incurvum Thouars
27. Bulbophyllum indragiriense Schltr.
28. Bulbophyllum iners Rchb.f.
29. Bulbophyllum infundibuliforme J.J.Sm.
30. Bulbophyllum inhaiense V.P.Castro & K.G.Lacerda
31. Bulbophyllum injoloense De Wild.
32. Bulbophyllum inops Rchb.f.
33. Bulbophyllum inornatum J.J.Verm.
34. Bulbophyllum inquirendum J.J.Verm.
35. Bulbophyllum insectiferum Barb.Rodr.
36. Bulbophyllum insipidum J.J.Verm. & P.O'Byrne
37. Bulbophyllum insolitum Bosser
38. Bulbophyllum insulsoides Seidenf.
39. Bulbophyllum intermedium F.M.Bailey
40. Bulbophyllum interpositum J.J.Verm., Schuit. & de Vogel
41. Bulbophyllum intertextum Lindl.
42. Bulbophyllum intonsum J.J.Verm.
43. Bulbophyllum intricatum Seidenf.
44. Bulbophyllum inversum Schltr.
45. Bulbophyllum invisum Ames
46. Bulbophyllum involutum Borba, Semir & F.Barros
47. Bulbophyllum ionophyllum J.J.Verm.
48. Bulbophyllum ipanemense Hoehne
49. Bulbophyllum ischnobasis J.J.Verm., P.O'Byrne & A.L.Lamb
50. Bulbophyllum ischnopus Schltr.
51. Bulbophyllum iterans J.J.Verm. & P.O'Byrne
52. Bulbophyllum ivorense P.J.Cribb & Pérez-Vera

## J
1. Bulbophyllum jaapii Szlach. & Olszewski
2. Bulbophyllum jackyi G.A.Fisch., Sieder & P.J.Cribb
3. Bulbophyllum jainii (Hynn. & Malhotra) J.J.Verm., Schuit. & de Vogel
4. Bulbophyllum jamaicense Cogn.
5. Bulbophyllum janus J.J.Verm.
6. Bulbophyllum japonicum (Makino) Makino
7. Bulbophyllum jayi J.J.Verm. & A.L.Lamb
8. Bulbophyllum jiewhoei J.J.Verm. & P.O'Byrne
9. Bulbophyllum johannis H.Wendl. & Kraenzl.
10. Bulbophyllum johannulii J.J.Verm.
11. Bulbophyllum johnsonii T.E.Hunt
12. Bulbophyllum jolandae J.J.Verm.
13. Bulbophyllum jonpetri J.J.Verm. & A.L.Lamb
14. Bulbophyllum josephi (Kuntze) Summerh.
15. Bulbophyllum josii J.J.Verm. & P.O'Byrne
16. Bulbophyllum jumelleanum Schltr.

## K
1. Bulbophyllum kachinense (Seidenf.) J.J.Verm., Schuit. & de Vogel
2. Bulbophyllum kainochiloides H.Perrier
3. Bulbophyllum kaitiense Rchb.f.
4. Bulbophyllum kanburiense Seidenf.
5. Bulbophyllum kaniense Schltr.
6. Bulbophyllum kapitense J.J.Verm., P.O'Byrne & A.L.Lamb
7. Bulbophyllum karenkoensis T.P.Lin
8. Bulbophyllum kauloense Schltr.
9. Bulbophyllum kautskyi Toscano
10. Bulbophyllum keekee N.Hallé
11. Bulbophyllum kegelii Hamer & Garay
12. Bulbophyllum kelelense Schltr.
13. Bulbophyllum kempfii Schltr.
14. Bulbophyllum kemulense J.J.Sm.
15. Bulbophyllum kenae J.J.Verm.
16. Bulbophyllum kenchungianum P.O'Byrne & Gokusing
17. Bulbophyllum kenejianum Schltr.
18. Bulbophyllum keralense M.Kumar & Sequiera
19. Bulbophyllum kermesinostriatum (J.J.Sm.) J.J.Verm., Schuit. & de Vogel
20. Bulbophyllum kermesinum Ridl.
21. Bulbophyllum kestron J.J.Verm. & A.L.Lamb
22. Bulbophyllum khaoyaiense Seidenf.
23. Bulbophyllum khasyanum Griff.
24. Bulbophyllum kiamfeeanum J.J.Verm. & P.O'Byrne
25. Bulbophyllum kieneri Bosser
26. Bulbophyllum kingii Hook.f.
27. Bulbophyllum kipgenii (Kishor, Chowlu & Vij) J.J.Verm., Schuit. & de Vogel
28. Bulbophyllum kirroanthum Schltr.
29. Bulbophyllum kittredgei (Garay, Hamer & Siegerist) J.J.Verm.
30. Bulbophyllum kivuense J.J.Verm.
31. Bulbophyllum kjellbergii J.J.Sm.
32. Bulbophyllum klabatense Schltr.
33. Bulbophyllum koilobasis J.J.Verm., P.O'Byrne & A.L.Lamb
34. Bulbophyllum kontumense Gagnep.
35. Bulbophyllum korimense J.J.Sm.
36. Bulbophyllum korinchense Ridl.
37. Bulbophyllum korthalsii Schltr.
38. Bulbophyllum kuanwuense S.W.Chung & T.C.Hsu
39. Bulbophyllum kubahense J.J.Verm. & A.L.Lamb
40. Bulbophyllum kusaiense Tuyama
41. Bulbophyllum kwangtungense Schltr.

## L
1. Bulbophyllum labatii Bosser
2. Bulbophyllum laciniatum (Barb.Rodr.) Cogn.
3. Bulbophyllum lacinulosum J.J.Sm.
4. Bulbophyllum laetum J.J.Verm.
5. Bulbophyllum lagaroglossum J.J.Verm.
6. Bulbophyllum lagaropetalum J.J.Verm., Schuit. & de Vogel
7. Bulbophyllum lagarophyllum J.J.Verm., Schuit. & de Vogel
8. Bulbophyllum lageniforme F.M.Bailey
9. Bulbophyllum lakatoense Bosser
10. Bulbophyllum lambii J.J.Verm.
11. Bulbophyllum lamii J.J.Sm.
12. Bulbophyllum lamingtonense D.L.Jones
13. Bulbophyllum lancifolium Ames
14. Bulbophyllum lancilabium Ames
15. Bulbophyllum lancipetalum Ames
16. Bulbophyllum lancisepalum H.Perrier
17. Bulbophyllum languidum J.J.Sm.
18. Bulbophyllum lanuginosum J.J.Verm.
19. Bulbophyllum laoticum Gagnep.
20. Bulbophyllum lasianthum Lindl.
21. Bulbophyllum lasiochilum C.S.P.Parish & Rchb.f.
22. Bulbophyllum lasiogaster J.J.Verm. & P.O'Byrne
23. Bulbophyllum lasioglossum Rolfe ex Ames
24. Bulbophyllum lasiopetalum Kraenzl.
25. Bulbophyllum latibrachiatum J.J.Sm.
26. Bulbophyllum latipes J.J.Sm.
27. Bulbophyllum latipetalum H.Perrier
28. Bulbophyllum latisepalum Ames & C.Schweinf.
29. Bulbophyllum laxiflorum (Blume) Lindl.
30. Bulbophyllum laxum Schltr.
31. Bulbophyllum leandrianum H.Perrier
32. Bulbophyllum lecouflei Bosser
33. Bulbophyllum ledungense Tang & F.T.Wang
34. Bulbophyllum lehmannianum Kraenzl.
35. Bulbophyllum leibergii Ames & Rolfe
36. Bulbophyllum leion J.J.Verm., Schuit. & de Vogel
37. Bulbophyllum lemnifolium Schltr.
38. Bulbophyllum lemniscatoides Rolfe
39. Bulbophyllum lemniscatum C.S.P.Parish ex Hook.f.
40. Bulbophyllum lemuraeoides H.Perrier
41. Bulbophyllum lemurense Bosser & P.J.Cribb
42. Bulbophyllum leniae J.J.Verm.
43. Bulbophyllum leonii Kraenzl.
44. Bulbophyllum leontoglossum Schltr.
45. Bulbophyllum leopardinum (Wall.) Lindl. ex Wall.
46. Bulbophyllum lepantense Ames
47. Bulbophyllum lepanthiflorum Schltr.
48. Bulbophyllum lepidum (Blume) J.J.Sm.
49. Bulbophyllum leproglossum J.J.Verm. & A.L.Lamb
50. Bulbophyllum leptanthum Hook.f.
51. Bulbophyllum leptobulbon J.J.Verm.
52. Bulbophyllum leptocaulon Kraenzl.
53. Bulbophyllum leptochlamys Schltr.
54. Bulbophyllum leptoflorum P.O'Byrne & P.T.Ong
55. Bulbophyllum leptoglossum J.J.Verm. & A.L.Lamb
56. Bulbophyllum leptoleucum Schltr.
57. Bulbophyllum leptophyllum W.Kittr.
58. Bulbophyllum leptopus Schltr.
59. Bulbophyllum leptosepalum Hook.f.
60. Bulbophyllum leptostachyum Schltr.
61. Bulbophyllum leptotriche J.J.Verm., Schuit. & de Vogel
62. Bulbophyllum leucoglossum Schuit., Juswara & Droissart
63. Bulbophyllum leucorhachis (Rolfe) Schltr.
64. Bulbophyllum leucorhodum Schltr.
65. Bulbophyllum leucothyrsus Schltr.
66. Bulbophyllum levanae Ames
67. Bulbophyllum levatii Kraenzl.
68. Bulbophyllum leve Schltr.
69. Bulbophyllum levidense J.J.Sm.
70. Bulbophyllum levyae Garay, Hamer & Siegerist
71. Bulbophyllum lewisense B.Gray & D.L.Jones
72. Bulbophyllum leysianum Burb.
73. Bulbophyllum leytense Ames
74. Bulbophyllum lichenoides Schltr.
75. Bulbophyllum lichenophylax Schltr.
76. Bulbophyllum ligulatum W.Kittr.
77. Bulbophyllum ligulifolium J.J.Sm.
78. Bulbophyllum lilacinum Ridl.
79. Bulbophyllum lilianae Rendle
80. Bulbophyllum limbatum Lindl.
81. Bulbophyllum lindleyanum Griff.
82. Bulbophyllum lineare Frapp. ex Cordem.
83. Bulbophyllum lineariflorum J.J.Sm.
84. Bulbophyllum linearifolium King & Pantl.
85. Bulbophyllum linearilabium J.J.Sm.
86. Bulbophyllum lineariligulatum Schltr.
87. Bulbophyllum lineatum (Teijsm. & Binn.) J.J.Sm.
88. Bulbophyllum lineolatum Schltr.
89. Bulbophyllum linggense J.J.Sm.
90. Bulbophyllum lingulatum Rendle
91. Bulbophyllum liorhopalon J.J.Verm. & A.L.Lamb
92. Bulbophyllum liparidioides Schltr.
93. Bulbophyllum lipense Ames
94. Bulbophyllum lissoglossum J.J.Verm.
95. Bulbophyllum lizae J.J.Verm.
96. Bulbophyllum lobbii Lindl.
97. Bulbophyllum loherianum (Kraenzl.) Ames
98. Bulbophyllum lohokii J.J.Verm. & A.L.Lamb
99. Bulbophyllum lokonense Schltr.
100. Bulbophyllum lombokense Rysy
101. Bulbophyllum lomsakense J.J.Verm., Schuit. & de Vogel
102. Bulbophyllum lonchophyllum Schltr.
103. Bulbophyllum longebracteatum Seidenf.
104. Bulbophyllum longerepens Ridl.
105. Bulbophyllum longhutense J.J.Sm.
106. Bulbophyllum longibrachiatum Z.H.Tsi
107. Bulbophyllum longiflorum Thouars
108. Bulbophyllum longilabre Schltr.
109. Bulbophyllum longimucronatum Ames & C.Schweinf.
110. Bulbophyllum longipedicellatum J.J.Sm.
111. Bulbophyllum longipes Rchb.f.
112. Bulbophyllum longipetalum Pabst
113. Bulbophyllum longipetiolatum Ames
114. Bulbophyllum longirostre Schltr.
115. Bulbophyllum longiscapum Rolfe
116. Bulbophyllum longisepalum Rolfe
117. Bulbophyllum longissimum (Ridl.) J.J.Sm.
118. Bulbophyllum longistelidium Ridl.
119. Bulbophyllum longivagans Carr
120. Bulbophyllum longivaginans H.Perrier
121. Bulbophyllum lopalanthum J.J.Verm., Schuit. & de Vogel
122. Bulbophyllum lophoglottis (Guillaumin) N.Hallé
123. Bulbophyllum lophoton J.J.Verm.
124. Bulbophyllum lordoglossum J.J.Verm. & A.L.Lamb
125. Bulbophyllum lorentzianum J.J.Sm.
126. Bulbophyllum louisiadum Schltr.
127. Bulbophyllum loxophyllum Schltr.
128. Bulbophyllum luanii Tixier
129. Bulbophyllum lucidum Schltr.
130. Bulbophyllum luciphilum Stévart
131. Bulbophyllum luckraftii F.Muell.
132. Bulbophyllum lumbriciforme J.J.Sm.
133. Bulbophyllum lupulinum Lindl.
134. Bulbophyllum luteobracteatum Jum. & H.Perrier
135. Bulbophyllum luteopurpureum J.J.Sm.
136. Bulbophyllum luteum J.J.Verm.
137. Bulbophyllum lyciachungianum P.O'Byrne & Gokusing
138. Bulbophyllum lygeron J.J.Verm.
139. Bulbophyllum lyperocephalum Schltr.
140. Bulbophyllum lyperostachyum Schltr.
141. Bulbophyllum lyriforme J.J.Verm. & P.O'Byrne

## M
1. Bulbophyllum maanshanense Z.J.Liu, L.J.Chen & W.H.Rao
2. Bulbophyllum maboroense Schltr.
3. Bulbophyllum machupicchuense D.E.Benn. & Christenson
4. Bulbophyllum macilentum J.J.Verm.
5. Bulbophyllum macneiceae Schuit. & de Vogel
6. Bulbophyllum macphersonii Rupp
7. Bulbophyllum macraei (Lindl.) Rchb.f.
8. Bulbophyllum macranthoides Kraenzl.
9. Bulbophyllum macranthum Lindl.
10. Bulbophyllum macrobulbon J.J.Sm.
11. Bulbophyllum macrocarpum Frapp. ex Cordem.
12. Bulbophyllum macroceras Barb.Rodr.
13. Bulbophyllum macrochilum Rolfe
14. Bulbophyllum macrocoleum Seidenf.
15. Bulbophyllum macrorhopalon Schltr.
16. Bulbophyllum macrorrhinum (P.Royen) J.J.Verm., Schuit. & de Vogel
17. Bulbophyllum macrourum Schltr.
18. Bulbophyllum maculatum Boxall ex Náves
19. Bulbophyllum maculiflorum J.J.Verm., Schuit. & de Vogel
20. Bulbophyllum magnibracteatum Summerh.
21. Bulbophyllum magnum J.J.Verm., Cootes & W.Suarez
22. Bulbophyllum magnussonianum J.J.Verm., de Vogel & A.Vogel
23. Bulbophyllum mahakamense J.J.Sm.
24. Bulbophyllum maijenense Schltr.
25. Bulbophyllum majus (Ridl.) P.Royen
26. Bulbophyllum makoyanum (Rchb.f.) Ridl.
27. Bulbophyllum malachadenia Cogn.
28. Bulbophyllum maleolens Kraenzl.
29. Bulbophyllum malleolabrum Carr
30. Bulbophyllum mamberamense J.J.Sm.
31. Bulbophyllum manabendrae D.K.Roy, Barbhuiya & Talukdar
32. Bulbophyllum mananjarense Poiss.
33. Bulbophyllum manarae Foldats
34. Bulbophyllum mandibulare Rchb.f.
35. Bulbophyllum mangenotii Bosser
36. Bulbophyllum manipurense C.S.Kumar & P.C.S.Kumar
37. Bulbophyllum manobulbum Schltr.
38. Bulbophyllum maquilingense Ames & Quisumb.
39. Bulbophyllum marginatum Schltr.
40. Bulbophyllum marivelense Ames
41. Bulbophyllum marknaivei Cootes, R.Boos & M.Leon
42. Bulbophyllum marojejiense H.Perrier
43. Bulbophyllum marovoense H.Perrier
44. Bulbophyllum marudiense Carr
45. Bulbophyllum masaganapense Ames
46. Bulbophyllum masarangicum Schltr.
47. Bulbophyllum maskeliyense Livera
48. Bulbophyllum masoalanum Schltr.
49. Bulbophyllum masonii (Senghas) J.J.Wood
50. Bulbophyllum mastersianum (Rolfe) J.J.Sm.
51. Bulbophyllum mattesii Sieder & Kiehn
52. Bulbophyllum maudeae A.D.Hawkes
53. Bulbophyllum maxillare (Lindl.) Rchb.f.
54. Bulbophyllum maxillarioides Schltr.
55. Bulbophyllum maximum (Lindl.) Rchb.f.
56. Bulbophyllum mayrii J.J.Sm.
57. Bulbophyllum mearnsii Ames
58. Bulbophyllum mediocre Summerh. ex Exell
59. Bulbophyllum medioximum J.J.Verm., Schuit. & de Vogel
60. Bulbophyllum medusae (Lindl.) Rchb.f.
61. Bulbophyllum megalonyx Rchb.f.
62. Bulbophyllum melanoglossum Hayata
63. Bulbophyllum melilotus J.J.Sm.
64. Bulbophyllum melinanthum Schltr.
65. Bulbophyllum melinoglossum Schltr.
66. Bulbophyllum melleum H.Perrier
67. Bulbophyllum melloi Pabst
68. Bulbophyllum membranaceum Teijsm. & Binn.
69. Bulbophyllum membranifolium Hook.f.
70. Bulbophyllum menghaiense Z.H.Tsi
71. Bulbophyllum menglaense Jian W.Li & X.H.Jin
72. Bulbophyllum menglunense Z.H.Tsi & Y.Z.Ma
73. Bulbophyllum mengyuanense Q.Liu, Jian W.Li & X.H.Jin
74. Bulbophyllum mentiferum J.J.Sm.
75. Bulbophyllum mentosum Barb.Rodr.
76. Bulbophyllum meridense Rchb.f.
77. Bulbophyllum meristorhachis Garay & Dunst.
78. Bulbophyllum merrittii Ames
79. Bulbophyllum mesodon J.J.Verm.
80. Bulbophyllum meson J.J.Verm., Schuit. & de Vogel
81. Bulbophyllum metonymon Summerh.
82. Bulbophyllum micholitzianum Kraenzl.
83. Bulbophyllum micholitzii Rolfe
84. Bulbophyllum micranthum Barb.Rodr.
85. Bulbophyllum microblepharon Schltr.
86. Bulbophyllum microbulbon Schltr.
87. Bulbophyllum microcala P.F.Hunt
88. Bulbophyllum microdendron Schltr.
89. Bulbophyllum microglossum Ridl.
90. Bulbophyllum microlabium W.Kittr.
91. Bulbophyllum micronesiacum Schltr.
92. Bulbophyllum micropetaliforme Leite
93. Bulbophyllum micropetalum Lindl.
94. Bulbophyllum microrhombos Schltr.
95. Bulbophyllum microsphaerum Schltr.
96. Bulbophyllum microtepalum Rchb.f.
97. Bulbophyllum microtes Schltr.
98. Bulbophyllum microthamnus Schltr.
99. Bulbophyllum migueldavidii Cootes, Cabactulan & Pimentel
100. Bulbophyllum mimiense Schltr.
101. Bulbophyllum minax Schltr.
102. Bulbophyllum mindorense Ames
103. Bulbophyllum minutibulbum W.Kittr.
104. Bulbophyllum minutilabrum H.Perrier
105. Bulbophyllum minutipetalum Schltr.
106. Bulbophyllum minutissimum (F.Muell.) F.Muell.
107. Bulbophyllum minutius J.J.Verm., Schuit. & de Vogel
108. Bulbophyllum minutulum Ridl.
109. Bulbophyllum minutum Thouars
110. Bulbophyllum mirabile Hallier f.
111. Bulbophyllum mirificum Schltr.
112. Bulbophyllum mirum J.J.Sm.
113. Bulbophyllum mischobulbon Schltr.
114. Bulbophyllum mobilifilum Carr
115. Bulbophyllum moldenkeanum A.D.Hawkes
116. Bulbophyllum molle J.J.Verm. & P.O'Byrne
117. Bulbophyllum molossus Rchb.f.
118. Bulbophyllum mona-lisae Sieder & Kiehn
119. Bulbophyllum monanthos Ridl.
120. Bulbophyllum moniliforme C.S.P.Parish & Rchb.f.
121. Bulbophyllum monosema Schltr.
122. Bulbophyllum monstrabile Ames
123. Bulbophyllum montanum Schltr.
124. Bulbophyllum montense Ridl.
125. Bulbophyllum montisdischorense J.J.Verm., Schuit. & de Vogel
126. Bulbophyllum moramanganum Schltr.
127. Bulbophyllum moratii Bosser
128. Bulbophyllum morenoi Dodson & R.Vásquez
129. Bulbophyllum moroides J.J.Sm.
130. Bulbophyllum morotaiense J.J.Sm.
131. Bulbophyllum morphologorum Kraenzl.
132. Bulbophyllum mucronatum (Blume) Lindl.
133. Bulbophyllum mucronifolium Rchb.f. & Warm.
134. Bulbophyllum mulderae J.J.Verm.
135. Bulbophyllum multiflexum J.J.Sm.
136. Bulbophyllum multiflorum Ridl.
137. Bulbophyllum multiligulatum H.Perrier
138. Bulbophyllum multivaginatum Jum. & H.Perrier
139. Bulbophyllum muluense J.J.Wood
140. Bulbophyllum muricatum J.J.Sm.
141. Bulbophyllum muriceum Schltr.
142. Bulbophyllum murkelense J.J.Sm.
143. Bulbophyllum muscarirubrum Seidenf.
144. Bulbophyllum muscicola Rchb.f.
145. Bulbophyllum muscohaerens J.J.Verm. & A.L.Lamb
146. Bulbophyllum mutabile (Blume) Lindl.
147. Bulbophyllum myodes J.J.Verm.
148. Bulbophyllum myolaense Garay, Hamer & Siegerist
149. Bulbophyllum myon J.J.Verm.
150. Bulbophyllum myrmecochilum Schltr.
151. Bulbophyllum myrtillus Schltr.
152. Bulbophyllum mysorense (Rolfe) J.J.Sm.
153. Bulbophyllum mystax Schuit. & de Vogel
154. Bulbophyllum mystrochilum Schltr.

## N
1. Bulbophyllum nabawanense J.J.Wood & A.L.Lamb
2. Bulbophyllum nagelii L.O.Williams
3. Bulbophyllum namoronae Bosser
4. Bulbophyllum nannodes Schltr.
5. Bulbophyllum napellii Lindl.
6. Bulbophyllum nasica Schltr.
7. Bulbophyllum nasilabium Schltr.
8. Bulbophyllum nasseri Garay
9. Bulbophyllum nasutum Rchb.f.
10. Bulbophyllum navicula Schltr.
11. Bulbophyllum naviculiforme P.O'Byrne & P.T.Ong
12. Bulbophyllum nebularum Schltr.
13. Bulbophyllum neglectum Bosser
14. Bulbophyllum negrosianum Ames
15. Bulbophyllum nematocaulon Ridl.
16. Bulbophyllum nematopodum F.Muell.
17. Bulbophyllum nematorhizis Schltr.
18. Bulbophyllum nemorale L.O.Williams
19. Bulbophyllum neoebudicum (Garay, Hamer & Siegerist) Sieder & Kiehn
20. Bulbophyllum neoguineense J.J.Sm.
21. Bulbophyllum neopommeranicum Schltr.
22. Bulbophyllum neotorricellense J.M.H.Shaw
23. Bulbophyllum nepalense Raskoti & Ale
24. Bulbophyllum nervulosum Frapp. ex Cordem.
25. Bulbophyllum nesiotes Seidenf.
26. Bulbophyllum newportii (F.M.Bailey) Rolfe
27. Bulbophyllum ngoclinhensis Aver.
28. Bulbophyllum ngoyense Schltr.
29. Bulbophyllum nigericum Summerh.
30. Bulbophyllum nigrescens Rolfe
31. Bulbophyllum nigricans (Aver.) J.J.Verm., Schuit. & de Vogel
32. Bulbophyllum nigriflorum H.Perrier
33. Bulbophyllum nigrilabium Schltr.
34. Bulbophyllum nigripetalum Rolfe
35. Bulbophyllum nigritianum Rendle
36. Bulbophyllum nipondhii Seidenf.
37. Bulbophyllum nitens Jum. & H.Perrier
38. Bulbophyllum nitidum Schltr.
39. Bulbophyllum nocturnum J.J.Verm., de Vogel, Schuit. & A.Vogel
40. Bulbophyllum nodosum (Rolfe) J.J.Sm.
41. Bulbophyllum notabilipetalum Seidenf.
42. Bulbophyllum novaciae J.J.Verm. & P.O'Byrne
43. Bulbophyllum novae-hiberniae Schltr.
44. Bulbophyllum novemfilum P.O'Byrne & P.T.Ong
45. Bulbophyllum nubigenum Schltr.
46. Bulbophyllum nubinatum J.J.Verm.
47. Bulbophyllum nujiangense X.H.Jin & W.T.Jin
48. Bulbophyllum nummularia (H.Wendl. & Kraenzl.) Rolfe
49. Bulbophyllum nummularioides Schltr.
50. Bulbophyllum nutans (Thouars) Thouars
51. Bulbophyllum nymphopolitanum Kraenzl.

## O
1. Bulbophyllum oblanceolatum King & Pantl.
2. Bulbophyllum obliquum Schltr.
3. Bulbophyllum oblongum (Lindl.) Rchb.f.
4. Bulbophyllum obovatifolium J.J.Sm.
5. Bulbophyllum obovatum (J.J.Sm.) J.J.Verm., Schuit. & de Vogel
6. Bulbophyllum obrienianum Rolfe
7. Bulbophyllum obscuriflorum H.Perrier
8. Bulbophyllum obtusatum Schltr.
9. Bulbophyllum obtusipetalum J.J.Sm.
10. Bulbophyllum obtusum (Blume) Lindl.
11. Bulbophyllum obyrnei Garay, Hamer & Siegerist
12. Bulbophyllum occlusum Ridl.
13. Bulbophyllum occultum Thouars
14. Bulbophyllum ocellatum Cootes & M.A.Clem.
15. Bulbophyllum ochroleucum Schltr.
16. Bulbophyllum ochroxanthum J.J.Verm. & A.L.Lamb
17. Bulbophyllum ochthochilum J.J.Verm.
18. Bulbophyllum ochthodes J.J.Verm.
19. Bulbophyllum octarrhenipetalum J.J.Sm.
20. Bulbophyllum octorhopalon Seidenf.
21. Bulbophyllum odoardii Rchb.f. & Pfitzer
22. Bulbophyllum odontoglossum Schltr.
23. Bulbophyllum odontopetalum Schltr.
24. Bulbophyllum odontostigma J.J.Verm.
25. Bulbophyllum odoratissimum (Sm.) Lindl. ex Wall.
26. Bulbophyllum odoratum (Blume) Lindl.
27. Bulbophyllum oeneum Burkill ex Ridl.
28. Bulbophyllum oerstedii (Rchb.f.) Hemsl.
29. Bulbophyllum oliganthum Schltr.
30. Bulbophyllum oligochaete Schltr.
31. Bulbophyllum oligoglossum Rchb.f.
32. Bulbophyllum olivinum J.J.Sm.
33. Bulbophyllum olorinum J.J.Sm.
34. Bulbophyllum omerandrum Hayata
35. Bulbophyllum oncopus J.J.Verm. & P.O'Byrne
36. Bulbophyllum onivense H.Perrier
37. Bulbophyllum oobulbum Schltr.
38. Bulbophyllum ophiuchus Ridl.
39. Bulbophyllum orbiculare J.J.Sm.
40. Bulbophyllum orectopetalum Garay, Hamer & Siegerist
41. Bulbophyllum oreocharis Schltr.
42. Bulbophyllum oreodorum Schltr.
43. Bulbophyllum oreodoxa Schltr.
44. Bulbophyllum oreogenum Schltr.
45. Bulbophyllum oreogigas J.J.Verm., P.O'Byrne & A.L.Lamb
46. Bulbophyllum oreomene J.J.Verm., Schuit. & de Vogel
47. Bulbophyllum oreonastes Rchb.f.
48. Bulbophyllum orezii C.S.Kumar
49. Bulbophyllum orientale Seidenf.
50. Bulbophyllum origami J.J.Verm.
51. Bulbophyllum ornatissimum (Rchb.f.) J.J.Sm.
52. Bulbophyllum ornatum Schltr.
53. Bulbophyllum orohense J.J.Sm.
54. Bulbophyllum orsidice Ridl.
55. Bulbophyllum ortalis J.J.Verm.
56. Bulbophyllum orthosepalum J.J.Verm.
57. Bulbophyllum osyricera Schltr.
58. Bulbophyllum osyriceroides J.J.Sm.
59. Bulbophyllum othonis (Kuntze) J.J.Sm.
60. Bulbophyllum otochilum J.J.Verm.
61. Bulbophyllum ovalifolium (Blume) Lindl.
62. Bulbophyllum ovatolanceatum J.J.Sm.
63. Bulbophyllum ovatum Seidenf.
64. Bulbophyllum oxyanthum Schltr.
65. Bulbophyllum oxycalyx Schltr.
66. Bulbophyllum oxychilum Schltr.

## P
1. Bulbophyllum pachyacris J.J.Sm.
2. Bulbophyllum pachyanthum Schltr.
3. Bulbophyllum pachyglossum Schltr.
4. Bulbophyllum pachyneuron Schltr.
5. Bulbophyllum pachypus Schltr.
6. Bulbophyllum pachytelos Schltr.
7. Bulbophyllum pahudii (de Vriese) Rchb.f.
8. Bulbophyllum paleiferum Schltr.
9. Bulbophyllum pallens (Jum. & H.Perrier) Schltr.
10. Bulbophyllum pallidulum J.J.Verm., Schuit. & de Vogel
11. Bulbophyllum pallidum Seidenf.
12. Bulbophyllum pampangense Ames
13. Bulbophyllum pan Ridl.
14. Bulbophyllum pandanetorum Summerh.
15. Bulbophyllum pandurella Schltr.
16. Bulbophyllum pantoblepharon Schltr.
17. Bulbophyllum papangense H.Perrier
18. Bulbophyllum papilio J.J.Sm.
19. Bulbophyllum papillatum J.J.Sm.
20. Bulbophyllum papillipetalum Ames
21. Bulbophyllum papillosofilum Carr
22. Bulbophyllum papuanum (Schltr.) J.J.Verm., Schuit. & de Vogel
23. Bulbophyllum papuliferum Schltr.
24. Bulbophyllum papuliglossum Schltr.
25. Bulbophyllum papulipetalum Schltr.
26. Bulbophyllum papulosum Garay
27. Bulbophyllum parabates J.J.Verm.
28. Bulbophyllum paraemarginatum Aver.
29. Bulbophyllum paranaense Schltr.
30. Bulbophyllum pardalinum Ridl.
31. Bulbophyllum pardalotum Garay, Hamer & Siegerist
32. Bulbophyllum parviflorum C.S.P.Parish & Rchb.f.
33. Bulbophyllum parvum Summerh.
34. Bulbophyllum patella J.J.Verm.
35. Bulbophyllum patens King ex Hook.f.
36. Bulbophyllum pauciflorum Ames
37. Bulbophyllum paucisetum J.J.Sm.
38. Bulbophyllum paulianum J.J.Verm., Schuit. & de Vogel
39. Bulbophyllum paululum Schltr.
40. Bulbophyllum pauwelsianum Stévart & Droissart
41. Bulbophyllum pauzii P.O'Byrne & P.T.Ong
42. Bulbophyllum pecten-veneris (Gagnep.) Seidenf.
43. Bulbophyllum pectinatum Finet
44. Bulbophyllum pedilochilus J.J.Verm., Schuit. & de Vogel
45. Bulbophyllum pelicanopsis J.J.Verm. & A.L.Lamb
46. Bulbophyllum peltopus Schltr.
47. Bulbophyllum pemae Schltr.
48. Bulbophyllum pendens J.J.Verm.
49. Bulbophyllum penduliscapum J.J.Sm.
50. Bulbophyllum pendulum Thouars
51. Bulbophyllum penicillium C.S.P.Parish & Rchb.f.
52. Bulbophyllum peninsulare Seidenf.
53. Bulbophyllum pentaneurum Seidenf.
54. Bulbophyllum pentastichum (Pfitzer) Schltr.
55. Bulbophyllum peperomiifolium J.J.Sm.
56. Bulbophyllum peramoenum Ames
57. Bulbophyllum percorniculatum H.Perrier
58. Bulbophyllum perexiguum Ridl.
59. Bulbophyllum perforans J.J.Sm.
60. Bulbophyllum perii Schltr.
61. Bulbophyllum perparvulum Schltr.
62. Bulbophyllum perpendiculare Schltr.
63. Bulbophyllum perpusillum H.Wendl. & Kraenzl.
64. Bulbophyllum perreflexum Bosser & P.J.Cribb
65. Bulbophyllum perrieri Schltr.
66. Bulbophyllum perryi J.J.Verm. & Kindler
67. Bulbophyllum perseverans Hermans
68. Bulbophyllum pervillei Rolfe
69. Bulbophyllum petiolare Thwaites
70. Bulbophyllum petiolatum J.J.Sm.
71. Bulbophyllum petioliferum J.J.Verm., Schuit. & de Vogel
72. Bulbophyllum petrae G.A.Fisch., Sieder & P.J.Cribb
73. Bulbophyllum petrophilum (P.Royen) J.J.Verm., Schuit. & de Vogel
74. Bulbophyllum peyrotii Bosser
75. Bulbophyllum phaeanthum Schltr.
76. Bulbophyllum phaeoglossum Schltr.
77. Bulbophyllum phaeoneuron Schltr.
78. Bulbophyllum phaeorhabdos Schltr.
79. Bulbophyllum phalaenopsis J.J.Sm.
80. Bulbophyllum phayamense Seidenf.
81. Bulbophyllum phillipsianum Kores
82. Bulbophyllum phitamii Aver.
83. Bulbophyllum phormion J.J.Verm.
84. Bulbophyllum phreatiopse J.J.Verm.
85. Bulbophyllum phymatum J.J.Verm.
86. Bulbophyllum physocoryphum Seidenf.
87. Bulbophyllum physometrum J.J.Verm., Suksathan & Watthana
88. Bulbophyllum pictum C.S.P.Parish & Rchb.f.
89. Bulbophyllum picturatum (Lodd.) Rchb.f.
90. Bulbophyllum pidacanthum J.J.Verm.
91. Bulbophyllum piestobulbon Schltr.
92. Bulbophyllum piestoglossum J.J.Verm.
93. Bulbophyllum pileatum Lindl.
94. Bulbophyllum piliferum J.J.Sm.
95. Bulbophyllum pilosum J.J.Verm.
96. Bulbophyllum piluliferum King & Pantl.
97. Bulbophyllum pinelianum (A.Rich.) Ormerod
98. Bulbophyllum pingnanense J.F.Liu, S.R.Lan & Y.C.Liang
99. Bulbophyllum pingtungense S.S.Ying & S.C.Chen
100. Bulbophyllum pinicola Gagnep.
101. Bulbophyllum pipio Rchb.f.
102. Bulbophyllum pisibulbum J.J.Sm.
103. Bulbophyllum pitengoense Campacci
104. Bulbophyllum piundaundense (P.Royen) J.J.Verm., Schuit. & de Vogel
105. Bulbophyllum placochilum J.J.Verm.
106. Bulbophyllum plagiatum Ridl.
107. Bulbophyllum plagiopetalum Schltr.
108. Bulbophyllum planibulbe (Ridl.) Ridl.
109. Bulbophyllum planiplexum J.J.Verm.
110. Bulbophyllum planitiae J.J.Sm.
111. Bulbophyllum platypodum H.Perrier
112. Bulbophyllum pleiopterum Schltr.
113. Bulbophyllum pleochromum J.J.Verm. & A.L.Lamb
114. Bulbophyllum pleurocrepis J.J.Verm., Cootes & M.Perry
115. Bulbophyllum pleurothallidanthum Garay
116. Bulbophyllum pleurothalloides Ames
117. Bulbophyllum pleurothallopsis Schltr.
118. Bulbophyllum plicatum J.J.Verm.
119. Bulbophyllum plumatum Ames
120. Bulbophyllum plumosum (Barb.Rodr.) Cogn.
121. Bulbophyllum plumula Schltr.
122. Bulbophyllum pocillum J.J.Verm.
123. Bulbophyllum poekilon Carr
124. Bulbophyllum polliculosum Seidenf.
125. Bulbophyllum polyblepharon Schltr.
126. Bulbophyllum polycyclum J.J.Verm.
127. Bulbophyllum polyflorum J.M.H.Shaw
128. Bulbophyllum polygaliflorum J.J.Wood
129. Bulbophyllum polyphyllum Schltr.
130. Bulbophyllum polyrrhizum Lindl.
131. Bulbophyllum polythyris J.J.Verm. & Sieder
132. Bulbophyllum popayanense Kraenzl.
133. Bulbophyllum porphyrostachys Summerh.
134. Bulbophyllum porphyrotriche J.J.Verm.
135. Bulbophyllum posticum J.J.Sm.
136. Bulbophyllum potamophilum Schltr.
137. Bulbophyllum praetervisum J.J.Verm.
138. Bulbophyllum prianganense J.J.Sm.
139. Bulbophyllum prismaticum Thouars
140. Bulbophyllum pristis J.J.Sm.
141. Bulbophyllum proboscideum (Gagnep.) Seidenf. & Smitinand
142. Bulbophyllum proculcastris J.J.Verm.
143. Bulbophyllum propinquum Kraenzl.
144. Bulbophyllum prorepens Summerh.
145. Bulbophyllum protectum H.Perrier
146. Bulbophyllum protractum Hook.f.
147. Bulbophyllum proudlockii (King & Pantl.) J.J.Sm.
148. Bulbophyllum pseudoconiferum W.Suarez & Cootes
149. Bulbophyllum pseudofilicaule J.J.Sm.
150. Bulbophyllum pseudohydra (Summerh.) J.M.H.Shaw
151. Bulbophyllum pseudopelma J.J.Verm. & P.O'Byrne
152. Bulbophyllum pseudopicturatum (Garay) Sieder & Kiehn
153. Bulbophyllum pseudoserrulatum J.J.Sm.
154. Bulbophyllum pseudotrias J.J.Verm.
155. Bulbophyllum psilorhopalon Schltr.
156. Bulbophyllum psittacoglossum Rchb.f.
157. Bulbophyllum psychrophilum (F.Muell.) J.J.Verm., Schuit. & de Vogel
158. Bulbophyllum pteroglossum Schltr.
159. Bulbophyllum pterostele J.J.Verm., P.O'Byrne & A.L.Lamb
160. Bulbophyllum ptiloglossum H.Wendl. & Kraenzl.
161. Bulbophyllum ptilotes Schltr.
162. Bulbophyllum ptychantyx J.J.Verm.
163. Bulbophyllum ptychostigma J.J.Verm.
164. Bulbophyllum pubiflorum Schltr.
165. Bulbophyllum pugilanthum J.J.Wood
166. Bulbophyllum puguahaanense Ames
167. Bulbophyllum puluongensis (Aver. & Averyanova) Sieder & Kiehn
168. Bulbophyllum pulvinatum Schltr.
169. Bulbophyllum pumilio C.S.P.Parish & Rchb.f.
170. Bulbophyllum pumilum (Sw.) Lindl.
171. Bulbophyllum punamense Schltr.
172. Bulbophyllum punctatum Barb.Rodr.
173. Bulbophyllum pungens Schltr.
174. Bulbophyllum puntjakense J.J.Sm.
175. Bulbophyllum purpurascens Teijsm. & Binn.
176. Bulbophyllum purpurellum Ridl.
177. Bulbophyllum purpureofuscum J.J.Verm., Schuit. & de Vogel
178. Bulbophyllum purpureorhachis (De Wild.) Schltr.
179. Bulbophyllum purpureum Thwaites
180. Bulbophyllum pusillum Thouars
181. Bulbophyllum pustulatum Ridl.
182. Bulbophyllum putaoensis Q.Liu
183. Bulbophyllum putidum (Teijsm. & Binn.) J.J.Sm.
184. Bulbophyllum putii Seidenf.
185. Bulbophyllum pygmaeum (Sm.) Lindl.
186. Bulbophyllum pyridion J.J.Verm.
187. Bulbophyllum pyroglossum Schuit. & de Vogel

## Q
1. Bulbophyllum quadrangulare J.J.Sm.
2. Bulbophyllum quadrialatum H.Perrier
3. Bulbophyllum quadricarinum Kores
4. Bulbophyllum quadricaudatum J.J.Sm.
5. Bulbophyllum quadrichaete Schltr.
6. Bulbophyllum quadrifalciculatum J.J.Sm.
7. Bulbophyllum quadrifarium Rolfe
8. Bulbophyllum quadrisetum Lindl.
9. Bulbophyllum quadrisubulatum J.J.Sm.
10. Bulbophyllum quasimodo J.J.Verm.
11. Bulbophyllum quinquelobum Schltr.

## R
1. Bulbophyllum radicans F.M.Bailey
2. Bulbophyllum ramulicola Schuit. & de Vogel
3. Bulbophyllum ranomafanae Bosser & P.J.Cribb
4. Bulbophyllum rariflorum J.J.Sm.
5. Bulbophyllum rarum Schltr.
6. Bulbophyllum raskotii J.J.Verm., Schuit. & de Vogel
7. Bulbophyllum rauhii Toill.-Gen. & Bosser
8. Bulbophyllum raui Arora
9. Bulbophyllum ravanii Cootes
10. Bulbophyllum reclusum Seidenf.
11. Bulbophyllum rectilabre J.J.Sm.
12. Bulbophyllum recurviflorum J.J.Sm.
13. Bulbophyllum recurvilabre Garay
14. Bulbophyllum reductum J.J.Verm. & P.O'Byrne
15. Bulbophyllum reevei J.J.Verm.
16. Bulbophyllum reflexiflorum H.Perrier
17. Bulbophyllum refractilingue J.J.Sm.
18. Bulbophyllum refractum (Zoll.) Rchb.f.
19. Bulbophyllum reginaldoi Campacci
20. Bulbophyllum regnellii Rchb.f.
21. Bulbophyllum reichenbachianum Kraenzl.
22. Bulbophyllum reichenbachii (Kuntze) Schltr.
23. Bulbophyllum reifii Sieder & Kiehn
24. Bulbophyllum remiferum Carr
25. Bulbophyllum remotifolium (Fukuy.) K.Nakaj.
26. Bulbophyllum renipetalum Schltr.
27. Bulbophyllum renkinianum (Laurent) De Wild.
28. Bulbophyllum repens Griff.
29. Bulbophyllum reptans (Lindl.) Lindl. ex Wall.
30. Bulbophyllum restrepia (Ridl.) Ridl.
31. Bulbophyllum resupinatum Ridl.
32. Bulbophyllum reticulatum Bateman ex Hook.f.
33. Bulbophyllum retrorsum J.J.Verm. & A.L.Lamb
34. Bulbophyllum retusiusculum Rchb.f.
35. Bulbophyllum rheedei Manilal & C.S.Kumar
36. Bulbophyllum rheophyton J.J.Verm. & Tsukaya
37. Bulbophyllum rhizomatosum Ames & C.Schweinf.
38. Bulbophyllum rhodoglossum Schltr.
39. Bulbophyllum rhodoleucum Schltr.
40. Bulbophyllum rhodoneuron Schltr.
41. Bulbophyllum rhodophyllum J.J.Verm. & P.O'Byrne
42. Bulbophyllum rhodosepalum Schltr.
43. Bulbophyllum rhodostachys Schltr.
44. Bulbophyllum rhomboglossum Schltr.
45. Bulbophyllum rhopaloblepharon Schltr.
46. Bulbophyllum rhopalophorum Schltr.
47. Bulbophyllum rhynchoglossum Schltr.
48. Bulbophyllum rictorium Schltr.
49. Bulbophyllum rienanense H.Perrier
50. Bulbophyllum rigidifilum J.J.Sm.
51. Bulbophyllum rigidipes Schltr.
52. Bulbophyllum rigidum King & Pantl.
53. Bulbophyllum rimannii (Rchb.f.) J.J.Verm., Schuit. & de Vogel
54. Bulbophyllum riparium J.J.Sm.
55. Bulbophyllum rivulare Schltr.
56. Bulbophyllum rolfei (Kuntze) Seidenf.
57. Bulbophyllum romburghii J.J.Sm.
58. Bulbophyllum romyi B.Thoms
59. Bulbophyllum roraimense Rolfe
60. Bulbophyllum rosemarianum C.S.Kumar, P.C.S.Kumar & Saleem
61. Bulbophyllum roseopictum J.J.Verm., Schuit. & de Vogel
62. Bulbophyllum roseopunctatum Schltr.
63. Bulbophyllum roseum Ridl.
64. Bulbophyllum rostriceps Rchb.f.
65. Bulbophyllum rothschildianum (O'Brien) J.J.Sm.
66. Bulbophyllum roxburghii (Lindl.) Rchb.f.
67. Bulbophyllum rubiferum J.J.Sm.
68. Bulbophyllum rubiginosum Schltr.
69. Bulbophyllum rubipetalum P.Royen
70. Bulbophyllum rubrigemmum Hermans
71. Bulbophyllum rubroguttatum Seidenf.
72. Bulbophyllum rubrolabellum T.P.Lin
73. Bulbophyllum rubrolabium Schltr.
74. Bulbophyllum rubrolineatum Schltr.
75. Bulbophyllum rubrolingue Cootes & Boos
76. Bulbophyllum rubromaculatum W.Kittr.
77. Bulbophyllum rubrum Jum. & H.Perrier
78. Bulbophyllum rubusioides Naive, M.Leon & Cootes
79. Bulbophyllum ruficaudatum Ridl.
80. Bulbophyllum rufilabrum C.S.P.Parish ex Hook.f.
81. Bulbophyllum rufinum Rchb.f.
82. Bulbophyllum ruginosum H.Perrier
83. Bulbophyllum rugosibulbum Summerh.
84. Bulbophyllum rugosisepalum Seidenf.
85. Bulbophyllum rugosum Ridl.
86. Bulbophyllum rugulosum J.J.Sm.
87. Bulbophyllum rupicola Barb.Rodr.
88. Bulbophyllum rutenbergianum Schltr.
89. Bulbophyllum rutilans J.J.Verm. & A.L.Lamb
90. Bulbophyllum rutiliflorum J.J.Verm., Schuit. & de Vogel
91. Bulbophyllum rysyanum Roeth

## S
1. Bulbophyllum saccoglossum J.J.Verm., Schuit. & de Vogel
2. Bulbophyllum saccolabioides J.J.Sm.
3. Bulbophyllum sagemuelleri R.Bustam. & Kindler
4. Bulbophyllum salaccense Rchb.f.
5. Bulbophyllum salmoneum Aver. & J.J.Verm.
6. Bulbophyllum saltatorium Lindl.
7. Bulbophyllum salweenensis X.H.Jin
8. Bulbophyllum sambiranense Jum. & H.Perrier
9. Bulbophyllum samoanum Schltr.
10. Bulbophyllum sanderianum Rolfe
11. Bulbophyllum sandersonii (Hook.f.) Rchb.f.
12. Bulbophyllum sandrangatense Bosser
13. Bulbophyllum sangae Schltr.
14. Bulbophyllum sanguineomaculatum Ridl.
15. Bulbophyllum sanguineopunctatum Seidenf. & A.D.Kerr
16. Bulbophyllum sanguineum H.Perrier
17. Bulbophyllum sanitii Seidenf.
18. Bulbophyllum sannio J.J.Verm.
19. Bulbophyllum santoense J.J.Verm.
20. Bulbophyllum santosii Ames
21. Bulbophyllum sapphirinum Ames
22. Bulbophyllum sarasinorum Schltr.
23. Bulbophyllum sarawaketense (P.Royen) J.J.Verm., Schuit. & de Vogel
24. Bulbophyllum sarcanthiforme Ridl.
25. Bulbophyllum sarcochilum J.J.Verm. & P.O'Byrne
26. Bulbophyllum sarcodanthum Schltr.
27. Bulbophyllum sarcophylloides Garay, Hamer & Siegerist
28. Bulbophyllum sarcophyllum (King & Pantl.) J.J.Sm.
29. Bulbophyllum sarcorhachis Schltr.
30. Bulbophyllum sarcoscapum Teijsm. & Binn.
31. Bulbophyllum saronae Garay
32. Bulbophyllum sasakii (Hayata) J.J.Verm., Schuit. & de Vogel
33. Bulbophyllum sauguetiense Schltr.
34. Bulbophyllum saurocephalum Rchb.f.
35. Bulbophyllum savaiense Schltr.
36. Bulbophyllum sawiense J.J.Sm.
37. Bulbophyllum scaberulum (Rolfe) Bolus
38. Bulbophyllum scabratum Rchb.f.
39. Bulbophyllum scabrum J.J.Verm. & A.L.Lamb
40. Bulbophyllum scaphiforme J.J.Verm.
41. Bulbophyllum scaphioglossum J.J.Verm. & Rysy
42. Bulbophyllum scaphosepalum Ridl.
43. Bulbophyllum scariosum Summerh.
44. Bulbophyllum sceliphron J.J.Verm.
45. Bulbophyllum schaiblei Cootes & Naive
46. Bulbophyllum schefferi (Kuntze) Schltr.
47. Bulbophyllum schillerianum Rchb.f.
48. Bulbophyllum schimperianum Kraenzl.
49. Bulbophyllum schinzianum Kraenzl.
50. Bulbophyllum schistopetalum Schltr.
51. Bulbophyllum schizopetalum L.O.Williams
52. Bulbophyllum schmidii Garay
53. Bulbophyllum schmidtianum Rchb.f.
54. Bulbophyllum schuitemanii J.J.Verm.
55. Bulbophyllum schwarzii Sieder & Kiehn
56. Bulbophyllum sciaphile Bosser
57. Bulbophyllum scintilla Ridl.
58. Bulbophyllum scopa J.J.Verm.
59. Bulbophyllum scopula Schltr.
60. Bulbophyllum scorpio J.J.Verm.
61. Bulbophyllum scotinochiton J.J.Verm. & P.O'Byrne
62. Bulbophyllum scrobiculilabre J.J.Sm.
63. Bulbophyllum scutiferum J.J.Verm.
64. Bulbophyllum scyphochilus Schltr.
65. Bulbophyllum seabrense Campacci
66. Bulbophyllum secundum Hook.f.
67. Bulbophyllum seidenfadenii A.D.Kerr
68. Bulbophyllum semiasperum J.J.Sm.
69. Bulbophyllum semiindutum J.J.Verm. & P.O'Byrne
70. Bulbophyllum semiteres Schltr.
71. Bulbophyllum semiteretifolium Gagnep.
72. Bulbophyllum semperflorens J.J.Sm.
73. Bulbophyllum sempiternum Ames
74. Bulbophyllum senghasii G.A.Fisch. & Sieder
75. Bulbophyllum sensile Ames
76. Bulbophyllum sepikense W.Kittr.
77. Bulbophyllum septatum Schltr.
78. Bulbophyllum septemtrionale (J.J.Sm.) J.J.Sm.
79. Bulbophyllum serra Schltr.
80. Bulbophyllum serratotruncatum Seidenf.
81. Bulbophyllum serripetalum Schltr.
82. Bulbophyllum serrulatifolium J.J.Sm.
83. Bulbophyllum serrulatum Schltr.
84. Bulbophyllum setaceum T.P.Lin
85. Bulbophyllum setigerum Lindl.
86. Bulbophyllum setilabium Aver.
87. Bulbophyllum setuliferum J.J.Verm. & Saw
88. Bulbophyllum shanicum King & Pantl.
89. Bulbophyllum shepherdii (F.Muell.) Rchb.f.
90. Bulbophyllum shweliense W.W.Sm.
91. Bulbophyllum sibuyanense Ames
92. Bulbophyllum sicyobulbon C.S.P.Parish & Rchb.f.
93. Bulbophyllum siederi Garay
94. Bulbophyllum sigaldiae Guillaumin
95. Bulbophyllum sigmoideum Ames & C.Schweinf.
96. Bulbophyllum signatum J.J.Verm.
97. Bulbophyllum sikapingense J.J.Sm.
98. Bulbophyllum silentvalliensis M.P.Sharma & S.K.Srivast.
99. Bulbophyllum sillemianum Rchb.f.
100. Bulbophyllum simii J.J.Verm. & A.L.Lamb
101. Bulbophyllum simile Schltr.
102. Bulbophyllum similissimum J.J.Verm.
103. Bulbophyllum simmondsii Kores
104. Bulbophyllum simondii Gagnep.
105. Bulbophyllum simplex J.J.Verm. & P.O'Byrne
106. Bulbophyllum simplicilabellum Seidenf.
107. Bulbophyllum simulacrum Ames
108. Bulbophyllum sinapis J.J.Verm. & P.O'Byrne
109. Bulbophyllum singaporeanum Schltr.
110. Bulbophyllum singulare Schltr.
111. Bulbophyllum sinhoense Aver.
112. Bulbophyllum skeatianum Ridl.
113. Bulbophyllum smileiphyllum J.J.Verm., Schuit. & de Vogel
114. Bulbophyllum smithianum Schltr.
115. Bulbophyllum smitinandii Seidenf. & Thorut
116. Bulbophyllum socordine J.J.Verm. & Cootes
117. Bulbophyllum soidaoense (Seidenf.) J.J.Verm., Schuit. & de Vogel
118. Bulbophyllum solteroi R.González
119. Bulbophyllum somae Hayata
120. Bulbophyllum sopoetanense Schltr.
121. Bulbophyllum sordidum Lindl.
122. Bulbophyllum sororculum J.J.Verm.
123. Bulbophyllum spadiciflorum Tixier
124. Bulbophyllum spaniostagon J.J.Verm., Schuit. & de Vogel
125. Bulbophyllum spathilingue J.J.Sm.
126. Bulbophyllum spathipetalum J.J.Sm.
127. Bulbophyllum spathulatum (Rolfe ex E.W.Cooper) Seidenf.
128. Bulbophyllum speciosum Schltr.
129. Bulbophyllum sphaenopus J.J.Verm.
130. Bulbophyllum sphaeracron Schltr.
131. Bulbophyllum sphaericum Z.H.Tsi & H.Li
132. Bulbophyllum sphaerobulbum H.Perrier
133. Bulbophyllum spissum J.J.Verm.
134. Bulbophyllum spodotriche J.J.Verm. & P.O'Byrne
135. Bulbophyllum spongiola J.J.Verm.
136. Bulbophyllum stabile J.J.Sm.
137. Bulbophyllum staetophyton J.J.Verm.
138. Bulbophyllum stalagmotelos J.J.Verm.
139. Bulbophyllum stelis J.J.Sm.
140. Bulbophyllum stellatum Ames
141. Bulbophyllum stellula Ridl.
142. Bulbophyllum stellulamontis J.J.Verm. & A.L.Lamb
143. Bulbophyllum stemonochilum J.J.Verm.
144. Bulbophyllum stenobulbon C.S.P.Parish & Rchb.f.
145. Bulbophyllum stenochilum Schltr.
146. Bulbophyllum stenomeris J.J.Verm. & P.O'Byrne
147. Bulbophyllum stenophyllum C.S.P.Parish & Rchb.f.
148. Bulbophyllum stenophyton (Garay & W.Kittr.) Schuit. & de Vogel
149. Bulbophyllum stenorhopalon Schltr.
150. Bulbophyllum stenuroides J.J.Verm. & P.O'Byrne
151. Bulbophyllum stenurum J.J.Verm. & P.O'Byrne
152. Bulbophyllum sterile (Lam.) Suresh
153. Bulbophyllum steyermarkii Foldats
154. Bulbophyllum stictanthum Schltr.
155. Bulbophyllum stictosepalum Schltr.
156. Bulbophyllum stipitatibulbum J.J.Sm.
157. Bulbophyllum stipulaceum Schltr.
158. Bulbophyllum stockeri J.J.Verm.
159. Bulbophyllum stocksii (Benth. ex Hook.f.) J.J.Verm., Schuit. & de Vogel
160. Bulbophyllum stolleanum Schltr.
161. Bulbophyllum stolzii Schltr.
162. Bulbophyllum stormii J.J.Sm.
163. Bulbophyllum streptomorphum J.J.Verm., P.O'Byrne & A.L.Lamb
164. Bulbophyllum streptosepalum Schltr.
165. Bulbophyllum streptotriche J.J.Verm.
166. Bulbophyllum striatellum Ridl.
167. Bulbophyllum striatulum Aver.
168. Bulbophyllum striatum (Griff.) Rchb.f.
169. Bulbophyllum strigosum (Garay) Sieder & Kiehn
170. Bulbophyllum stylocoryphe J.J.Verm. & P.O'Byrne
171. Bulbophyllum suavissimum Rolfe
172. Bulbophyllum subaequale Ames
173. Bulbophyllum subapetalum J.J.Sm.
174. Bulbophyllum subapproximatum H.Perrier
175. Bulbophyllum subbullatum J.J.Verm.
176. Bulbophyllum subclausum J.J.Sm.
177. Bulbophyllum subclavatum Schltr.
178. Bulbophyllum subcrenulatum Schltr.
179. Bulbophyllum subligaculiferum J.J.Verm.
180. Bulbophyllum submarmoratum J.J.Sm.
181. Bulbophyllum subpatulum J.J.Verm.
182. Bulbophyllum subsecundum Schltr.
183. Bulbophyllum subsessile Schltr.
184. Bulbophyllum subtrilobatum Schltr.
185. Bulbophyllum subumbellatum Ridl.
186. Bulbophyllum succedaneum J.J.Sm.
187. Bulbophyllum sukhakulii Seidenf.
188. Bulbophyllum sulcatum (Blume) Lindl.
189. Bulbophyllum sulfureum Schltr.
190. Bulbophyllum sunipia J.J.Verm., Schuit. & de Vogel
191. Bulbophyllum superfluum Kraenzl.
192. Bulbophyllum surigaense Ames & Quisumb.
193. Bulbophyllum sutepense (Rolfe ex Downie) Seidenf. & Smitinand

## T
1. Bulbophyllum taeniophyllum C.S.P.Parish & Rchb.f.
2. Bulbophyllum taeter J.J.Verm.
3. Bulbophyllum tahanense Carr
4. Bulbophyllum tahitense Nadeaud
5. Bulbophyllum taiwanense (Fukuy.) K.Nakaj.
6. Bulbophyllum takeuchii (Howcroft) J.J.Verm., Schuit. & de Vogel
7. Bulbophyllum talauense (J.J.Sm.) Carr
8. Bulbophyllum tampoketsense H.Perrier
9. Bulbophyllum tanystiche J.J.Verm.
10. Bulbophyllum tapeinophyton J.J.Verm., Schuit. & de Vogel
11. Bulbophyllum tarantula Schuit. & de Vogel
12. Bulbophyllum tardeflorens Ridl.
13. Bulbophyllum tectipes J.J.Verm. & P.O'Byrne
14. Bulbophyllum tectipetalum J.J.Sm.
15. Bulbophyllum teimosense E.C.Smidt & Borba
16. Bulbophyllum teinophyllum J.J.Verm., Schuit. & de Vogel
17. Bulbophyllum tekuense Carr
18. Bulbophyllum tengchongense Z.H.Tsi
19. Bulbophyllum tentaculatum Schltr.
20. Bulbophyllum tentaculiferum Schltr.
21. Bulbophyllum tenue Schltr.
22. Bulbophyllum tenuifolium (Blume) Lindl.
23. Bulbophyllum tenuipes Schltr.
24. Bulbophyllum tenuislinguae T.P.Lin & Shu H.Wu
25. Bulbophyllum teretibulbum H.Perrier
26. Bulbophyllum teretifolium Schltr.
27. Bulbophyllum teretilabre J.J.Sm.
28. Bulbophyllum terrestre (J.J.Sm.) J.J.Verm., Schuit. & de Vogel
29. Bulbophyllum tetragonum Lindl.
30. Bulbophyllum thaiorum J.J.Sm.
31. Bulbophyllum thecanthum J.J.Verm.
32. Bulbophyllum theiochromum J.J.Verm., Schuit. & de Vogel
33. Bulbophyllum theioglossum Schltr.
34. Bulbophyllum thelantyx J.J.Verm.
35. Bulbophyllum therezienii Bosser
36. Bulbophyllum thersites J.J.Verm.
37. Bulbophyllum theunissenii J.J.Sm.
38. Bulbophyllum thiurum J.J.Verm. & P.O'Byrne
39. Bulbophyllum thompsonii Ridl.
40. Bulbophyllum thrixspermiflorum J.J.Sm.
41. Bulbophyllum thrixspermoides J.J.Sm.
42. Bulbophyllum thwaitesii Rchb.f.
43. Bulbophyllum thymophorum J.J.Verm. & A.L.Lamb
44. Bulbophyllum tianguii K.Y.Lang & D.Luo
45. Bulbophyllum tigridum Hance
46. Bulbophyllum tindemansianum J.J.Verm., de Vogel & A.Vogel
47. Bulbophyllum tinekeae Schuit. & de Vogel
48. Bulbophyllum tipula Aver.
49. Bulbophyllum titanea Ridl.
50. Bulbophyllum tixieri Seidenf.
51. Bulbophyllum toilliezae Bosser
52. Bulbophyllum tokioi Fukuy.
53. Bulbophyllum tollenoniferum J.J.Sm.
54. Bulbophyllum toppingii Ames
55. Bulbophyllum torajarum J.J.Verm. & P.O'Byrne
56. Bulbophyllum toranum J.J.Sm.
57. Bulbophyllum torquatum J.J.Sm.
58. Bulbophyllum torricellense Schltr.
59. Bulbophyllum tortum Schltr.
60. Bulbophyllum tortuosum (Blume) Lindl.
61. Bulbophyllum tothastes J.J.Verm.
62. Bulbophyllum trachyanthum Kraenzl.
63. Bulbophyllum trachybracteum Schltr.
64. Bulbophyllum trachyglossum Schltr.
65. Bulbophyllum trachypus Schltr.
66. Bulbophyllum translucidum Kindler, R.Bustam. & Ferreras
67. Bulbophyllum tremulum Wight
68. Bulbophyllum treschii Jenny
69. Bulbophyllum triadenium (Lindl.) Rchb.f.
70. Bulbophyllum triaristella Schltr.
71. Bulbophyllum tricanaliferum J.J.Sm.
72. Bulbophyllum tricarinatum Petch
73. Bulbophyllum tricaudatum J.J.Verm.
74. Bulbophyllum trichaete Schltr.
75. Bulbophyllum trichambon Schltr.
76. Bulbophyllum trichochlamys H.Perrier
77. Bulbophyllum trichorhachis J.J.Verm. & P.O'Byrne
78. Bulbophyllum trichromum Schltr.
79. Bulbophyllum triclavigerum J.J.Sm.
80. Bulbophyllum tricolor L.B.Sm. & S.K.Harris
81. Bulbophyllum tricorne Seidenf. & Smitinand
82. Bulbophyllum tricornoides Seidenf.
83. Bulbophyllum tridentatum Kraenzl.
84. Bulbophyllum trifarium Rolfe
85. Bulbophyllum trifilum J.J.Sm.
86. Bulbophyllum triflorum (Breda) Blume ex Miq.
87. Bulbophyllum trifolium Ridl.
88. Bulbophyllum trigonidioides J.J.Sm.
89. Bulbophyllum trigonobulbum Schltr. & J.J.Sm.
90. Bulbophyllum trigonocarpum Schltr.
91. Bulbophyllum trigonopus (Rchb.f.) P.T.Ong
92. Bulbophyllum trigonosepalum Kraenzl.
93. Bulbophyllum trilineatum H.Perrier
94. Bulbophyllum trimenii (Hook.f.) J.J.Sm.
95. Bulbophyllum trinervium J.J.Sm.
96. Bulbophyllum trineuron J.J.Verm. & A.L.Lamb
97. Bulbophyllum tripetalum Lindl.
98. Bulbophyllum tripudians C.S.P.Parish & Rchb.f.
99. Bulbophyllum trirhopalon Schltr.
100. Bulbophyllum triste Rchb.f.
101. Bulbophyllum tristelidium W.Kittr.
102. Bulbophyllum tristriatum Carr
103. Bulbophyllum triviale Seidenf.
104. Bulbophyllum tropidopous J.J.Verm., P.O'Byrne & A.L.Lamb
105. Bulbophyllum trulliferum J.J.Verm. & A.L.Lamb
106. Bulbophyllum truncatum J.J.Sm.
107. Bulbophyllum tryssum J.J.Verm. & A.L.Lamb
108. Bulbophyllum tseanum (S.Y.Hu & Barretto) Z.H.Tsi
109. Bulbophyllum tsekourioides M.Leon, Naive & Cootes
110. Bulbophyllum tsii J.J.Verm., Schuit. & de Vogel
111. Bulbophyllum tuberculatum Colenso
112. Bulbophyllum tubilabrum J.J.Verm. & P.O'Byrne
113. Bulbophyllum tumidum J.J.Verm.
114. Bulbophyllum tumoriferum Schltr.
115. Bulbophyllum turgidum J.J.Verm.
116. Bulbophyllum turkii Bosser & P.J.Cribb
117. Bulbophyllum turpe J.J.Verm. & P.O'Byrne

## U
1. Bulbophyllum uhl-gabrielianum Chiron & V.P.Castro
2. Bulbophyllum umbellatum Lindl.
3. Bulbophyllum umbraticola Schltr.
4. Bulbophyllum uncinatum J.J.Verm. & P.O'Byrne
5. Bulbophyllum unciniferum Seidenf.
6. Bulbophyllum undatilabre J.J.Sm.
7. Bulbophyllum undecifilum J.J.Sm.
8. Bulbophyllum unguiculatum Rchb.f.
9. Bulbophyllum unguilabium Schltr.
10. Bulbophyllum unicaudatum Schltr.
11. Bulbophyllum uniflorum (Blume) Hassk.
12. Bulbophyllum unifoliatum De Wild.
13. Bulbophyllum unitubum J.J.Sm.
14. Bulbophyllum univenum J.J.Verm.
15. Bulbophyllum upupops J.J.Verm., P.O'Byrne & A.L.Lamb
16. Bulbophyllum urceolatum A.D.Hawkes
17. Bulbophyllum uroglossum Schltr.
18. Bulbophyllum uroplatoides Hermans & G.A.Fisch.
19. Bulbophyllum urosepalum Schltr.
20. Bulbophyllum ustusfortiter J.J.Verm.
21. Bulbophyllum uviflorum P.O'Byrne

## V
1. Bulbophyllum vaccinioides Schltr.
2. Bulbophyllum vagans Ames & Rolfe
3. Bulbophyllum vaginatum (Lindl.) Rchb.f.
4. Bulbophyllum vakonae Hermans
5. Bulbophyllum valeryi J.J.Verm. & P.O'Byrne
6. Bulbophyllum validum Carr
7. Bulbophyllum vanroyenii J.J.Verm., Schuit. & de Vogel
8. Bulbophyllum vanum J.J.Verm.
9. Bulbophyllum vanvuurenii J.J.Sm.
10. Bulbophyllum vareschii Foldats
11. Bulbophyllum variculosum J.J.Verm.
12. Bulbophyllum variegatum Thouars
13. Bulbophyllum veitchianum Garay ex W.E.Higgins
14. Bulbophyllum veldkampii J.J.Verm. & P.O'Byrne
15. Bulbophyllum ventriosum H.Perrier
16. Bulbophyllum venulosum J.J.Verm. & A.L.Lamb
17. Bulbophyllum vermiculare Hook.f.
18. Bulbophyllum verruciferum Schltr.
19. Bulbophyllum verrucosum (L.O.Williams) J.J.Verm., Schuit. & de Vogel
20. Bulbophyllum verruculatum Schltr.
21. Bulbophyllum verruculiferum H.Perrier
22. Bulbophyllum versteegii J.J.Sm.
23. Bulbophyllum vesiculosum J.J.Sm.
24. Bulbophyllum vespertilio Ferreras & Cootes
25. Bulbophyllum vestigipetalum J.J.Verm. & A.L.Lamb
26. Bulbophyllum vestitum Bosser
27. Bulbophyllum vexillarium Ridl.
28. Bulbophyllum vietnamense Seidenf.
29. Bulbophyllum viguieri Schltr.
30. Bulbophyllum violaceolabellum Seidenf.
31. Bulbophyllum violaceum (Blume) Lindl.
32. Bulbophyllum virens (Lindl.) Hook.f.
33. Bulbophyllum viridescens Ridl.
34. Bulbophyllum viridiflorum (Hook.f.) Schltr.
35. Bulbophyllum vitellinum Ridl.
36. Bulbophyllum vittatum Teijsm. & Binn.
37. Bulbophyllum vulcanicum Kraenzl.
38. Bulbophyllum vulcanorum H.Perrier
39. Bulbophyllum vutimenaense B.A.Lewis

## W
1. Bulbophyllum wadsworthii Dockrill
2. Bulbophyllum wagneri Schltr.
3. Bulbophyllum wakoi Howcroft
4. Bulbophyllum wallichii Rchb.f.
5. Bulbophyllum wangkaense Seidenf.
6. Bulbophyllum warianum Schltr.
7. Bulbophyllum weberbauerianum Kraenzl.
8. Bulbophyllum weberi Ames
9. Bulbophyllum wechsbergii Sieder & Kiehn
10. Bulbophyllum weddellii (Lindl.) Rchb.f.
11. Bulbophyllum weinthalii R.S.Rogers
12. Bulbophyllum wendlandianum (Kraenzl.) Dammer
13. Bulbophyllum werneri Schltr.
14. Bulbophyllum wightii Rchb.f.
15. Bulbophyllum wilkianum T.E.Hunt
16. Bulbophyllum williamsii A.D.Hawkes
17. Bulbophyllum windsorense B.Gray & D.L.Jones
18. Bulbophyllum woelfliae Garay, Senghas & K.Lemcke
19. Bulbophyllum wolfei B.Gray & D.L.Jones
20. Bulbophyllum wollastonii Ridl.
21. Bulbophyllum wrayi Hook.f.
22. Bulbophyllum wuzhishanense X.H.Jin

## X
1. Bulbophyllum xantanthum Schltr.
2. Bulbophyllum xanthoacron J.J.Sm.
3. Bulbophyllum xanthobulbum Schltr.
4. Bulbophyllum xanthochlamys Schltr.
5. Bulbophyllum xanthochloron J.J.Verm., Schuit. & de Vogel
6. Bulbophyllum xanthomelanon J.J.Verm. & P.O'Byrne
7. Bulbophyllum xanthophaeum Schltr.
8. Bulbophyllum xanthornis Schuit. & de Vogel
9. Bulbophyllum xanthotes Schltr.
10. Bulbophyllum xanthum Ridl.
11. Bulbophyllum xenosum J.J.Verm.
12. Bulbophyllum xiajinchuangense Z.J.Liu, L.J.Chen & W.H.Rao
13. Bulbophyllum xiphion J.J.Verm.
14. Bulbophyllum xylinopus J.J.Verm., P.O'Byrne & A.L.Lamb
15. Bulbophyllum xylophyllum C.S.P.Parish & Rchb.f.
16. Bulbophyllum xyphoglossum J.J.Verm., de Vogel & A.Vogel

## Y
{{stupci|3|
1. Bulbophyllum yingjiangense B.M.Wang & J.W.Zhai
2. Bulbophyllum yoksunense J.J.Sm.
3. Bulbophyllum yunnanense Rolfe

## Z
1. Bulbophyllum zambalense Ames
2. Bulbophyllum zamboangense Ames
3. Bulbophyllum zaratananae Schltr.
4. Bulbophyllum zebrinum J.J.Sm.
5. Bulbophyllum zophyranthum J.J.Verm., Schuit. & de Vogel
6. Bulbophyllum zygochilum J.J.Verm.